# Norwegen im christlichen Mittelalter
Der Artikel Norwegen im christlichen Mittelalter gibt einen Überblick über geschichtliche Ereignisse in Norwegen während des Mittelalters.

## Die Söhne Magnus Barfots
Magnus Barfot hatte drei Söhne: Sigurd, Øystein und Olav. Sie wurden alle drei nebeneinander König. Von Olav wissen wir so gut wie nichts. Er starb 1115 gerade 17-jährig, ohne sich irgendwie politisch bemerkbar gemacht zu haben. Øystein kümmerte sich sehr um den Ausbau Bergens und gründete dort das Benediktiner-Kloster Munkeliv. Sigurd war mit 18 Jahren nach Jerusalem gezogen und war damit der erste europäische König, der auf einen Kreuzzug zog. Nach Torarin Stuttfell soll er 1108 mit 60 Schiffen ausgelaufen sein. 3 Jahre später kam er mit einem Splitter des Heiligen Kreuzes zurück, das er von Balduin, dem König des neuen Königreichs Jerusalem in Anerkennung seiner Verdienste erhalten hatte. Es wurde später im Dom zu Nidaros aufbewahrt. Über ihre innenpolitischen Wirkungen ist nichts bekannt. Zu Beginn der Regierungszeit der drei Brüder wurde die Kirche Norwegens 1104 aus dem Erzbistum Hamburg/Bremen gelöst und dem neuen Erzbistum Lund zugeschlagen. König Øystein baute Unterkünfte für die Fischer auf den Lofoten. 1123 starb Øystein und Sigurd war allein König. Ein Steinkopf mit seinem Porträt wurde unter dem Munkeliv-Kloster gefunden. Er gilt als das erste Porträt eines norwegischen Königs. 1129 unterzog sich der Ire Harald Gille (Gilchrist) der Eisenprobe (s. Feuerprobe) um zu beweisen, dass er ein Sohn von Magnus Barfot ist. Er wurde von Sigurd als Bruder anerkannt.

## Der Bürgerkrieg

### Die Quellenlage
Snorri berichtet um 1230 ausführlich über seine Quelle. Es handelt sich um eine Saga von Erik Oddsson mit dem Titel Hryggjarstykki. Erik hatte die Ereignisse von 1134 bis 1139 teilweise selbst erlebt, teilweise sich von den Teilnehmern berichten lassen. Das Buch ist verloren, aber viele außer Snorri haben daraus geschöpft. Snorri sagt, Erik habe über Inge, Sigurd, Harald und Magnus „bis zu deren Tod“ berichtet. Aus dem Zusammenhang lässt sich nicht entnehmen, wessen Tod gemeint ist, der Tod von Magnus und Harald Gille 1139, oder Inges Fall 1161. Auf jeden Fall handelt es sich bei Hryggjarstykki um die erste Zeitgenossen-Saga der norwegischen Geschichtsschreibung. Alle Königssagas ab 1130 sind Zeitgenossen-Sagas oder schöpfen aus zeitgenössischen Berichten und sind daher von besonderem Quellenwert. Neben Snorri schöpften auch Morkinskinna und Fagrskinna aus Ottar und anderen zeitgenössischen Aufzeichnungen. Neben diesen Sagas kommt nun eine neue Quellengruppe hinzu: die ältesten norwegischen Gesetze Gulathingslov und Frostathingslov und Teile vom Eidsivathings- und Borgarthingslov, das alte Stadtrecht von Trondheim. Aus dem 12. Jahrhundert sind auch wichtige Briefe und Dokumente erhalten. Damit steht die Geschichtswissenschaft ab dem Bürgerkrieg auf einer wesentlich solideren Grundlage. Deshalb wird die Zeit vom Bürgerkrieg bis zur Mitte des 15. Jahrhunderts auch als das „Norwegische Hochmittelalter“ bezeichnet.

### Magnus Sigurdsson und Harald Gille
Sigurd Jorsalfari hatte seinen unehelichen Sohn Magnus zum König bestimmt und sich den Eid des Volkes gesichert, dass dieses ihn akzeptieren würde. Da kam Harald Gille mit seiner irischen Mutter aus Irland nach Norwegen und behauptete, sein Bruder zu sein und belegte dies durch eine bestandene Eisenprobe als Gottesurteil. Bevor Sigurd ihn als Bruder anerkannte, machte er zur Bedingung, dass Harald weder zu seinen Lebzeiten, noch zu Lebzeiten seines Sohnes Magnus König werden dürfe. Dem Volk erschien dies nach den Sagas als unrechtmäßig, denn es widersprach der Thronfolgeregel, wonach alle Männer, die von einem König abstammten, zur Königsherrschaft gleichberechtigt berufen waren. Die Regelung nützte nach seinem Tode wenig. Schon zu Sigurds Lebzeiten fand Harald bei einigen der lendmenn Unterstützung. Die Sagas schildern Harald Gille als freundlich zu jedermann. Freigebig und umgänglich wie er war, hatte er es leichter, Anhänger zu finden als der als geizig und hochmütig geschilderte Magnus Sigurdsson. Aber beide sollen nach den Sagas nicht besonders klug gewesen sein.
Zum Zeitpunkt von Sigurds Tod 1130 war sein Sohn Magnus in Oslo und ließ sich dort sogleich zum König ausrufen. Harald war in Tønsberg und ließ sich auf dem Haugathing in der Stadt ebenfalls zum König ausrufen. Er war im Oslofjord so stark, dass ihn Magnus als Mitkönig akzeptieren musste. Im Herbst 1130 wurden sie beide als Mitkönige auf dem Øyrathing bestätigt. Als die beiden Könige 1133/1134 in Trondheim Überwinterten, kam es fast zu offenem Streit zwischen beiden. Als sie sich trennten, beschloss Magnus, Harald aus dem Land zu vertreiben. Beide hoben im südlichen Teil des Landes Truppen aus, und es kam im August 1134 im nördlichen Båhuslen zur Schlacht von Fyrileiv, der ersten Schlacht des Bürgerkrieges. Aus ihr ging Magnus als Sieger hervor. Der Thronstreit weitete sich auf alle drei nordischen Königreiche aus, da sie alle miteinander durch wechselseitige Heiraten verknüpft waren und auch noch die Herrschaftsambitionen aus der Wikingerzeit über Teile der jeweils anderen Reiche nicht aufgegeben hatten. In diesem Geflecht kam den Königinnen eine besondere Rolle zu. Denn durch sie wurde das Geschlecht weitergeführt, und über die Erbschafts- und Thronfolgeregelungen konnten auch ökonomische Ressourcen die Königshäuser wechseln. Die durch Heirat befestigten Absprachen gaben energischen Königinnen einen großen politischen Einfluss.

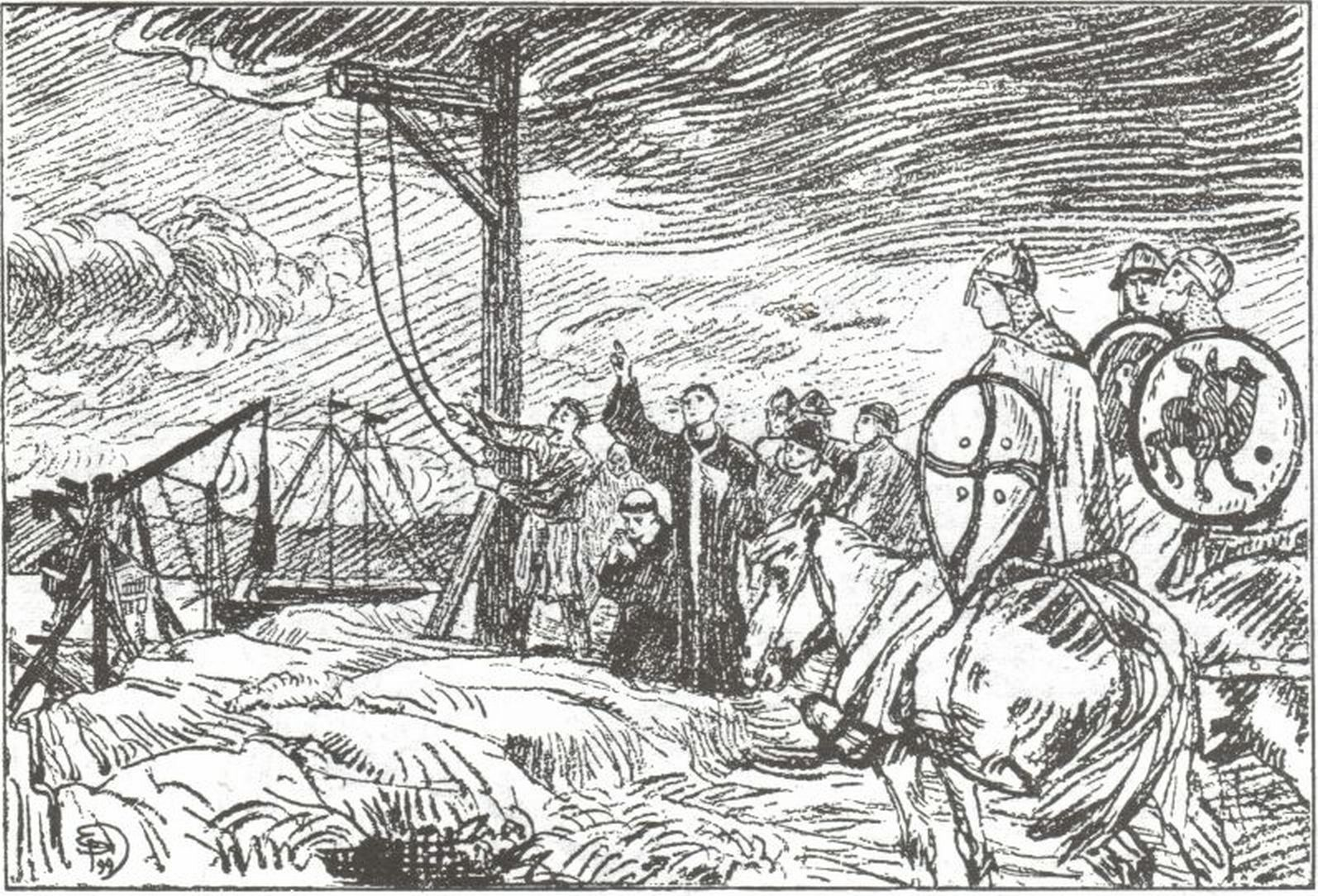
Bischof Reinald wird gehängt

Nach der Niederlage von Fyrileiv suchte Harald Gille Unterstützung beim dänischen König Erik Emune. Damit konnte er rechnen, da Harald Erik im Kampf um dessen Thron unterstützt hatte, als Eriks Onkel Nils mit Hilfe von Magnus Haraldsson von Norwegen versucht hatte, Erik auszuschalten. Kurz nach Neujahr 1135 überfiel Harald Gille Magnus in Bergen mit überlegenen Truppen. Magnus wurde gefangen genommen, und Harald ließ ihn blenden, ihm einen Fuß abhacken und ihn kastrieren. Als Magnus der Blinde brachte er ihn ins Munkeliv-Kloster auf Nidarholm bei Trondheim. Harald glaubte, dass Bischof Reinald das Vermögen seines Bruders Magnus verwalte. Reinald verweigerte die Herausgabe und wurde gehängt.
Aber es gab noch mehr Thronprätendenten, da sich die Könige überall, wo sie hinkamen, Mätressen hielten, deren Söhne ebenfalls thronfolgeberechtigt waren. Schon 1136 trat in Bergen bei König Harald Gille ein Sigurd Slembe auf, der behauptete, ein unehelicher Sohn von Magnus Barfot zu sein. Die Lendmenn von Magnus wollten ihn beseitigen, aber er entkam mit knapper Not. Im Spätherbst kehrte er nach Bergen zurück. Im Dezember tötete er mit einigen Helfern Harald Gille im Bett einer Mätresse und bekannte vorschriftsmäßig öffentlich den Totschlag am nächsten Tag, so dass es kein Mord war, und forderte die Königsherrschaft. Aber nur wenige schlossen sich ihm an, weil die Erschlagung eines Mannes beim Schlaf gleichwohl als „Neidingswerk“ angesehen wurde. Sigurd befreite daraufhin um Neujahr 1137 Magnus den Blinden aus dem Kloster Nidarholm.

### Inge Krokrygg und Sigurd Munn

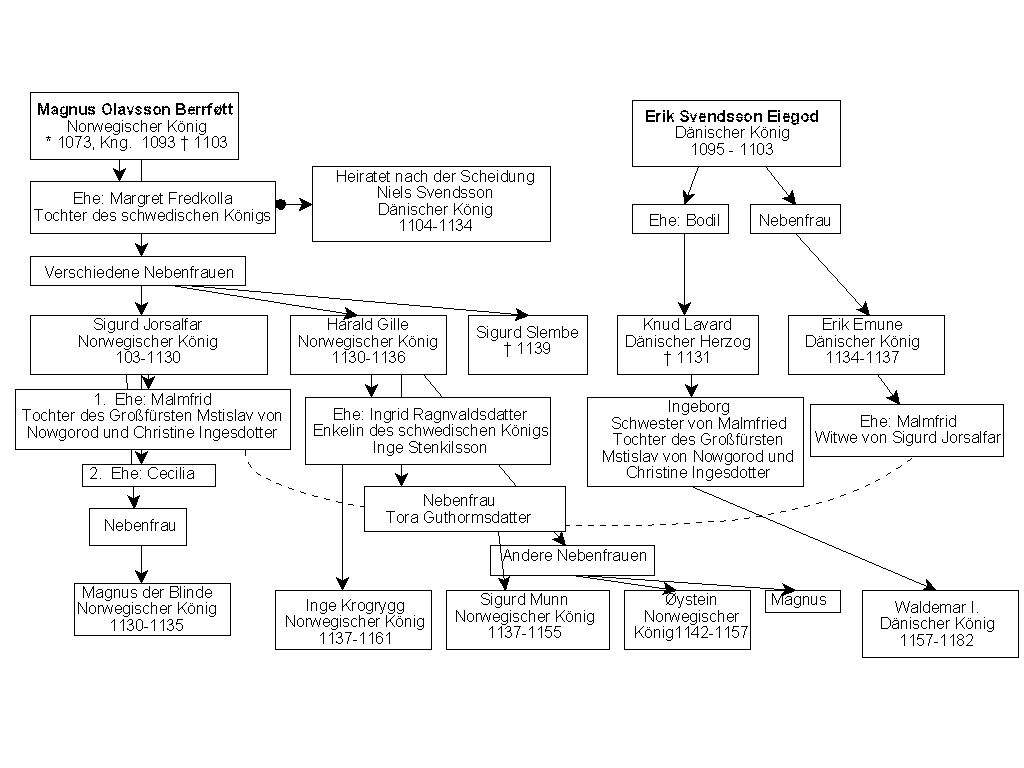
Die familiären Verflechtungen zwischen den norwegischen und dänischen Königen zu Beginn des 12. Jahrhunderts

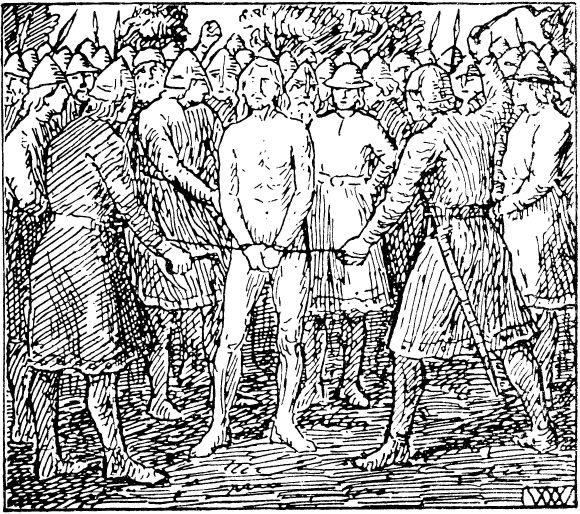
Sigurd Slembe wird gefoltert.

Die Lendmenn um Harald Gille fürchteten, dass Sigurd Slembe nach Trøndelag, wo sein mütterlicher Clan lebte und wo er außerdem hoffen konnte, Anhänger von Magnus d. Blinden zu gewinnen, gehen würde und sandten Eilboten dorthin. Sie erreichten, dass der 4-jährige uneheliche Sohn von Harald Gille, Sigurd Munn auf dem Øyrathing zum König ausgerufen wurde (Den Beinamen „munn“ erhielt er wegen seines verunstalteten Mundes). Einer der führenden Männer auf dem Thing war Ottar Birting, den die Königinwitwe Ingrid später ehelichte. Ihr zweijähriger Sohn Inge Krogrygg (= der Bucklige) wurde auf dem Borgarthing im Oslofjord zum König ausgerufen. So kam es zu einem neuen Doppelkönigtum nach den Interessen der Aristokratie. Sigurd Slembe sammelte eine Truppe in Oppland, wurde aber von den Getreuen Konig Inges bei Minne geschlagen, worauf er fast nach Wikingerart plündernd umherzog, bevor er sich nach Dänemark absetzte. In diesen Wirren griff der dänische König Erik Emune Oslo an, plünderte es und brannte es nieder. Als Entsatz kam, zog er wieder ab. Im Sommer 1138 zogen Sigurd und Magnus von Dänemark aus und plünderten an der Küste Südnorwegens. Sie überwinterten dort und fuhren im Dezember 1139 mit einer dänisch-norwegischen Flotte in den Oslofjord. Dort begegneten sie den vereinigten Kräften von den Kinder-Königen Sigurd und Inge. Sie wurden in der Schlacht von Holmengrå geschlagen. Magnus d. Blinde wurde in der Schlacht getötet, Sigurd Slembe aber gefangen und zu Tode gefoltert.
1142 wurde ein weiterer unehelicher Sohn von Harald Gille namens Øystein, geboren in der Mitte der 1120er Jahre, nach Norwegen geholt. Er brachte sein eigenes Gefolge mit. Als die beiden Kinder heranwuchsen, erhielten sie ebenfalls jedes sein eigenes Gefolge. Kurz nach 1150 zog Øystein nach den britischen Inseln, unterwarf die Orkneys und räuberte nach alter Wikingerweise in England und Schottland.
Mit dem Heranwachsen von Inge und Sigurd kamen Spannungen zwischen den beiden auf, was wohl im Wesentlichen auf die jeweiligen Ratgeber zurückzuführen ist, die den Einfluss ihres jeweiligen Herrn auf Kosten des anderen auszudehnen suchten. Das gilt besonders für den Kreis um Inge als dem einzigen, dessen Mutter ebenfalls Königin war. Sie suchten Unterstützung bei der Kirche. Gleichwohl kam es zunächst nicht zu handgreiflichen Auseinandersetzungen zwischen den beiden.

### Erzbistum Nidaros
Auch in der Kirche tat sich einiges: Englische Mönche gründeten 1146 das Zisterzienserkloster Lysekloster bei Bergen und 1147 das Mariakloster (ebenfalls zisterziensisch) auf Hovedøya. 1152 sandte Papst Anastasius IV. den Kardinalbischof Nikolaus Breakspear als Bevollmächtigten nach Norwegen. Dort errichtete er in Nidaros eine norwegische Kirchenprovinz mit einem Erzbischof. Es ist anzunehmen, dass dazu ein längerer diplomatischer Vorlauf erfolgte. Die Quellen berichten lediglich, dass sich König Sigurd Jorsalfari für die Schaffung eines Erzbistums in Norwegen eingesetzt habe. Norwegen war in vier Bistümer geteilt, hinzu kamen die Bistümer auf den Färöern und auf Grönland. Außerdem konnte die Kirche durch Einführung des Zehnten auf eine stabile finanzielle Grundlage verweisen. Unter Sigurd und seinen Brüdern war es zu einer religiösen Erneuerungsbewegung gekommen, und von der Ostküste Englands aus wurden viele Klöster gegründet. Diese wiederum brachten die Strömungen der kontinentaleuropäischen Reformbewegungen nach Norwegen. Nikolaus Breakspear war selbst Augustiner. Politisch ging der Kirchenprovinz als erstes 1103/1104 die Ausgliederung der Kirchenprovinz Lund aus dem Erzbistum Hamburg/Bremen voraus, zu der dann auch Norwegen geschlagen wurde. 1130 benötigte die Kurie deutsche Hilfe und unterstellte als Gegenleistung Norwegen vorübergehend wieder Hamburg/Bremen. Es gibt Anzeichen dafür, dass Norwegen und Schweden schon früher aus dem Erzbistum Lund hätten ausgegliedert werden sollen. Immerhin wird in alten Bischofslisten als erster norwegischer Erzbischof Reidar aufgeführt, der aber nach den isländischen Annalen auf der Heimreise nach der Weihe 1151 gestorben ist. Die Errichtung eines Erzbistums in Trondheim lag auch im Interesse der norwegischen Könige, insbesondere die Einbindung der norwegisch beanspruchten Inseln im Westen. Immerhin hatten die Häuptlinge der Orkneys, der Hebriden und der Insel Man zu Beginn der 1150er Jahre König Inge in Bergen besucht. Außerdem war im Februar 1152 der römisch-deutsche König Konrad III. gestorben, und der spätere Kaiser Friedrich Barbarossa aus dem antigregorianischen Lager stand zur Wahl. Die Ausgliederung der norwegisch-schwedischen Kirchenprovinzen aus einer deutschen Machtsphäre lag nahe.
Der Kardinal war auf Inge gut zu sprechen, während es zum Konflikt mit Sigurd und Øystein kam, der diese zum Vergleich zwang. Der Grund ist nicht bekannt. Möglich ist, dass Sigurd und Øystein die weit reichenden Zugeständnisse an die Kirche infolge der gregorianischen Reformbewegung nicht mittragen wollten. Es kann auch sein, dass der Kardinal es übel nahm, dass Sigurd mit Kristin, der Tochter Sigurd Jorsalfaris, Blutschande begangen hatte, aus der der Sohn Markus hervorgegangen war, und Øystein bei seinen Raubzügen in Schottland und England auch Kirchen und Klöster überfallen hatte.
Der Bestätigungsbrief des Papstes datiert vom 30. November 1154. Wann allerdings Nikolaus Breakspear das Erzbistum gründete, ist nicht genau zu ermitteln. Es war entweder Herbst 1152 oder in der ersten Hälfte des Jahres 1153. Erster Erzbischof wurde Jon Birgersson. Das Ereignis fand während des Um- und Erweiterungsbaus der Christuskirche in Nidaros statt. Zur Weihe des Erzbischofs kamen die drei Könige, die Bischöfe des Landes und die vornehmsten Vertreter aller Landesteile und Bistümer, so dass daraus auch eine Kirchen- und Reichsversammlung wurde, die als Muster für spätere Reichsversammlungen sowie -synoden diente.
Über die Verhandlungen zur Gründung des Erzbistums ist nichts überliefert. Aber die Kirche wurde neu organisiert: Zu den vier Bistümern kam ein fünftes in Hamar hinzu. Außerdem gehörten die sechs westlichen Bistümer Skálholt und Hólar auf Island, Grönland, Färöer, die Orkneys und die Hebriden dazu. Außerdem wurde eine Romsteuer (Peterspfennig) in Höhe von einem Pfennig von jedem Familienoberhaupt, das über 3 Mark über Kleidung und Waffen hinaus besaß, eingeführt. Das Recht der Bürger, in der Stadt Waffen zu tragen, wurde eingeschränkt, Geistliche durften an Kampfhandlungen nicht mehr teilnehmen, es sei denn, das Reich wurde von Heiden angegriffen. Die Geistlichen unterstanden in kirchlichen Angelegenheiten ausschließlich kirchlichen Gerichten. Das Recht des Staates oder der Eigenkirchenherren, die Geistlichen an den Kirchen auszuwählen, wurde abgeschafft. Eine weitere wichtige Neuerung mit weit reichenden Auswirkungen war die Regel, dass kirchliche Stiftungen nicht der Zustimmung der Erben bedurften. Früher waren sie auf ein Zehntel des Besitzes (Hauptzehnte) beschränkt. Nun durfte ein Zehntel des Erbes und ein Viertel des selbst erworbenen Vermögens gestiftet werden. Da dies den Landesgesetzen widersprach, dürfte die Reichsversammlung anlässlich der Errichtung des Erzbistums zur Annahme dieser Gesetzesänderung gedient haben. Trotzdem mussten diese Änderungen von den zuständigen Thingversammlungen noch einmal bestätigt werden. Im Borgarthingslov wurde diese Änderung erst 1223/1224 umgesetzt. Alle diese Neuerungen wurden keineswegs unmittelbar verwirklicht. Sie waren eher ein politisches Programm als Realität. Den Bischofskirchen wurden Domkapitel zugeordnet. Sie waren aber keine Augustiner-Chorherren wie auf dem Kontinent. Es handelte sich um Säkulargeistliche mit hohem Rang und Einfluss, aber ohne besondere Regel und ohne Pflicht zum Gemeinschaftsleben und hatten durchaus weiterhin Privateigentum und Präbenden. Daneben gab es aber auch Konvente für Regularkanoniker des ordo novus.

### Das Ende der drei Könige
Nach der Abreise des Kardinals Breakspear in Richtung Schweden nahmen die Spannungen zwischen den Königen dramatisch zu. König Inge erfuhr von einem Plan seiner Mitkönige, ihn im Winter 1154/1155 bei Gelegenheit von Vergleichsverhandlungen abzusetzen. Das veranlasste ihn zu einem Präventivschlag gegen Sigurd im Sommer 1155 in Bergen. Sigurd wurde überfallen und erschlagen. 1156 kam es zunächst zu einem Vergleich zwischen Inge und Øystein, was aber nur eine Pause im Streit bewirkte. 1157 kam es zu einem erneuten Kampf. Øystein musste vor der Übermacht Inges fliehen, wurde eingeholt und am 21. August 1157 in Båhuslän getötet. Damit war Inge Alleinherrscher. Diesen Erfolg verdankte er zwei Gefolgsmännern: Gregorius Dagsson und Erling Ormsson. Gregorius hatte das Beziehungsnetz um Inge geknüpft und hatte so auch von dem Anschlag der Mitkönige erfahren. Der Schwerpunkt lag in Vestland und im Oslofjord. Erling war das Oberhaupt des Støle-Clans in Sunnhordland. Sein Ansehen verdankte er auch einer Fahrt nach Palästina zwischen 1152 und 1155 mit dem orkadischen Bischof Wilhelm d. Alten und dem dortigen Häuptling, wobei er beim Entern eines muslimischen Schiffes durch einen Hieb am Hals verletzt wurde, so dass er seitdem den Kopf schief hielt, weshalb er den Beinamen „Skakke“ (= der Schiefe) erhielt. Es handelt sich wohl um die normannische Unterstützung für König Balduin III. bei der Belagerung Askalons von See her, die mit der Eroberung am 22. August 1153 endete. Das Ansehen hatte auch zur Folge, dass Erling die eheliche Tochter Sigurd Josarlfaris Kristin zur Frau bekam, was für die spätere Entwicklung von großer Bedeutung war.
Gregorius und Erling waren gegensätzliche Naturen. Sie unterhielten eigene Streitkräfte. Gregorius hatte 90 behelmte Männer auf zwei Schiffen, und er selbst trug einen Goldhelm, war ein Mann rascher Entschlüsse und ging im Kampf plump und ohne Taktik vor. Erling hatte ebenfalls eine Truppe und mindestens ein Langschiff. Er war vorausschauend und war auch taktisch versierter.
Die Gefolgschaften der getöteten Könige organisierten den Widerstand gegen Inge. Sie hatten ihre größte Unterstützung in Trøndelag, Oppland und östlich des Oslofjordes. Dort wurde König Øystein nach seinem Tode sogar für heilig gehalten. Kristallisationspunkt war ein Sohn von Sigurd Munn, den dieser mit einer Magd hatte, namens Håkon Herdebrei (1147–1162). Diese Widerstandsbewegung kürte Håkon 1157 außerhalb der Thingversammlungen zum König. Diese Art der Königserhebung außerhalb der Thingversammlung durch die Anhänger eines toten Königs wurde während der Bürgerkriegszeit häufig praktiziert. Im Winter 1158/1159 wurde Håkon dann in Trøndelag als Mitkönig bestätigt. Da er noch ein Kind war, führte Sigurd Håvardsson die folgenden Kämpfe in dessen Namen.
Dieses Vorgehen führte zu harten Gegenmaßnahmen von König Inge und Gregorius. 1158 kam es zu einer Strafexpedition im Ostland, weil Håkon dort unterstützt worden war. Es kam zum ersten Mal zu Raubzügen zwischen Handelsorten. Es begann sich eine Kriegerkaste auszubilden, die alles ausraubte und niederbrannte, womit sie nicht durch Clanverflechtungen verbunden war. Die Raubzüge 1159 führten zu spontanen Zusammenschlüssen der betroffenen Bevölkerung unter ihrem Lendmann, um diese Überfälle abzuwehren. König Inge besiegte Håkon Herdebrei in der Schlacht bei Kongshelle. Håkon floh nach Trøndelag, sammelte ein Heer und zog erneut zum Oslofjord, von da nach Schweden und Dänemark.
Die Gegensätzlichkeit zwischen Erling und Gregorius verschärfte sich. Der Konflikt brach über den Angriffsplan gegen die Truppe Håkon Herdebreis 1159 aus. Im nächsten Sommer kam es zu einem offenen Konflikt, den König Inge nur mühsam schlichten konnte. Aber nur Gregorius folgte ihm gegen Håkon Herdebrei nach Osten. Am 7. Januar 1161 fiel Gregorius im Kampf mit einer Abteilung von Håkon Herdebreis Truppe. Gregorius griff den Gegner übereilt über einen nicht hinreichend fest zugefrorenen Fluss an, brach ein und wurde durch einen Pfeil in den Hals getötet. Nach dem Tod von Gregorius war der Zusammenhalt in der Truppe verloren. Am 4. Februar kam es zu einem Kampf zwischen König Inge und König Håkon am Oslofjord. Ein Teil von König Inges Heer lief zum Feind über, und König Inge wurde ebenfalls durch einen Pfeil getötet. Nun war Håkon alleiniger König in Norwegen und wurde im Frühjahr auf dem Øyrathing bestätigt.

### Die Zeit Erling Skakkes
Erling Skakke sammelte die Getreuen des gefallenen Königs Inge um sich. Er hatte mit Kristin, der Tochter König Sigurds, den 5-jährigen Sohn Magnus. Da dieser über seine Mutter ebenfalls Anspruch auf den Königsthron hatte, ließ er ihn 1161 vom Thing in Bergen zum König ausrufen. Dann suchte er gegen Håkon Herdebrei Unterstützung bei König Waldemar von Dänemark. Dieser war Vetter seiner Frau Kristin. Denn seine Mutter Ingeborg Mstislavna von Nowgorod war die Schwester von Malmfred, der Mutter Kristines. Waldemar hatte den Wunsch, seine Macht auch auf Norwegen, in erster Linie auf Viken, auszudehnen. 1161 kam es zur Übereinkunft, dass Waldemar den Thronanspruch von Magnus gegen die Überlassung der Herrschaft über Viken unterstützen werde. Diese Vereinbarung führte auch dazu, dass er nicht Partei für Kaiser Barbarossa im Streit um die Papstwahl ergriff, sondern zu Alexander III. hielt. 1162 überraschte Erling seine Feinde auf der Insel Sekken in Romsdal und tötete Håkon Herdebrei. Magnus erhielt auf dem Øyrathing die Königshuldigung. Da er sich auf die Trønder nicht verlassen konnte, zog er zum Oslofjord, während die Gegenpartei sich um Sigurd Sigurdsson Markusfostre, den Sohn von Sigurd Munn, scharte, der sich an der schwedischen Grenze aufgehalten hatte. Magnus hatte den Nachteil, dass sein Thronanspruch nur über seine Mutter herzuleiten war, während Sigurd Königssohn war. Er erhielt Unterstützung im Båhusgebiet und später in Trøndelag. Aber die Kirche wertete hoch, dass Magnus im Gegensatz zu Sigurd ehelich geboren war. Sie war aber selbst in Schwierigkeiten. Die Rechtsveränderungen von 1152 waren nicht umgesetzt, der Klerus zwischen den Kronprätendenten gespalten. Nach dem Tode des Erzbischofs Jon Birgisson war von König Inge Øystein Erlendsson aus einem Trønder-Clan zum Nachfolger bestimmt worden. 1161 begab dieser sich zu Papst Alexander III. für die Weihe und das Pallium und nicht zu dessen Gegenpapst Viktor IV. Auf dieser Reise hielt er sich eine Weile im Reformkloster St. Victor in Paris auf. Kaum war er zurück, verfolgte er energisch das Ziel der ökonomischen Unabhängigkeit der Kirche. Dazu verdoppelte er die Geldbußen, weil der Silbergehalt der Münzen auf die Hälfte gesunken war. Den Vorwurf von Erling, er setze sich über das Gesetz hinweg, soll Øystein mit dem Hinweis auf die Schwäche der königlichen Abkunft des Magnus gekontert haben. Es kam zum Kompromiss, der die Krönung und Salbung des 7-jährigen Magnus im Dom zu Bergen unter großer Prachtentfaltung wahrscheinlich durch Øystein selbst zur Folge hatte. Das geschah wahrscheinlich im Spätsommer 1163.
Zu diesem Anlass wurde auch eine Reichsversammlung einberufen, zu der sich auch der päpstliche Legat Stephanus einfand. Es handelte sich um die erste kirchliche Königskrönung in Norwegen und hatte große innenpolitische Bedeutung. Nun war der König von der Kirche mit der Vollmacht Gottes eingesetzt. Diese besondere Weihe glich die Schwäche seiner Abkunft aus. Sein Eid lautete:
„Ich, König Magnus, gelobe und schwöre beim Vater, dem Sohn und dem Hl. Geist über diesen heiligen Reliquien, dass ich ab jetzt treu und gehorsam gegenüber der Heiligen römischen Kirche und deren höchsten Bischof, Herrn Alexander, und seinen katholischen Nachfolgern sein werde und das, was der Herr Papst Hadrian festsetzte, als er als Legat in das norwegische Reich kam, einhalten werde. …“
Damit nahm der norwegische König offiziell Partei für Papst Alexander und für die gregorianische Reform. Damit wurde dem norwegischen Königtum auch eine neue Gestalt gegeben. Es hatte nunmehr die Aufgabe, Gerechtigkeit gegen jedermann zu üben (das ergibt sich aus dem weiteren Text des Eides) und die Kirche zu unterstützen.
Auf der Reichsversammlung wurde anschließend unter Mitwirkung des Erzbischofs Øystein das Thronfolgerecht geändert. Danach sollte derjenige eheliche Sohn eines Königs diesem nachfolgen, der weniger Bosheit und Unverstand hat. Wenn aber diese Eigenschaften den Ältesten aus dem Lande trieben, dann sollte der König werden, den der Erzbischof mit seinen Bischöfen und die 12 gebildetsten Männer aus jedem Bistum als für am besten geeignet hielten. Damit wurde das Mitkönigtum abgeschafft. Außerdem wurde die bislang in Norwegen unbekannte Notwendigkeit der ehelichen Geburt und die ebenso unbekannte Primogenitur als Regel festgelegt. Außerdem hatte der Erstgeborene des zuletzt verstorbenen Königs die Thronfolge vor den Brüdern seines Vaters. Wenn Erben fehlten, sollte der Geeignetste König werden. Aber das Thronfolgerecht enthielt keinen Automatismus. Der Thron wurde durch einen förmlichen Wahlakt erworben. Das Gesetz verlegte diese Wahl von den lokalen Huldigungsthingen auf die Reichsversammlung mit allen Bischöfen, Äbten, Aristokraten und den gebildetsten Männern, um den besten aus den Königsfähigen auszuwählen. Diese 12 Männer aus den 5 Bistümern sind das Überbleibsel der Königswahl durch alle freien Bauern auf den Landesthingen, die jetzt als repräsentative Wahl ausgeführt wird. Dieses Thronfolgegesetz war einzigartig in Europa. Aber es sollte noch dauern, bis es angewandt wurde. In diesem Zusammenhang hat Erzbischof Øystein offenbar auch ein eigenes Christenrecht verfasst, das “Gullfjær” (Goldfeder) genannt wurde.
Sogleich ging Erling daran, die Gegner seines Sohnes mit allen Mitteln niederzukämpfen, und bald gab es für ihn keine Konkurrenz mehr. Da erinnerte ihn König Waldemar von Dänemark an die Abmachung und verlangte die Herrschaft über Viken. Erling mobilisierte die Volksmeinung dort gegen die Abmachung. Daraufhin schrieb Waldemar einen Brief nach Trøndelag, um dort die Gegner Erlings zu mobilisieren. Im Sommer 1165 kam er dann selbst mit einem großen Heer zum Oslofjord. Alles blieb friedlich, und er wurde auf dem Borgarthing als König anerkannt. Aber Erling hielt ihm die Burg in Tønsberg in Vestfold verschlossen, und die Bischöfe verweigerten eine Zusammenkunft mit ihm. 1167 fiel Erling in Dänemark ein, und Waldemar antwortete 1168 mit einer Expedition zum Oslofjord. Wieder wurde er gut aufgenommen, diesmal sogar in Tønsberg, was wohl darauf zurückzuführen ist, dass er ein früheres Verkehrsverbot zwischen Norwegen und Dänemark mit negativen ökonomischen Folgen aufgehoben hatte. Da hielt Erling dann doch einen Vergleich für ratsam und sandte seine Frau Kristin nach Dänemark zu ihrem königlichen Vetter. Ihr ist der Frieden von 1170 zu verdanken. Die Mitwirkung des Bischofs von Oslo zeigt, dass die ökonomischen Interessen der dortigen Bevölkerung schwer ins Gewicht fielen. Erling erkannte Waldemar als Oberkönig in Viken an, konnte aber dort selbst als königlicher Jarl regieren. Der Friede sollte gelten, solange Erling und Magnus lebten. Kurz nach dem Frieden ging die Ehe zwischen Erling und Kristin auseinander. Sie soll mit einem anderen Mann nach Konstantinopel gezogen sein und von ihm ein Kind bekommen haben. Erling tötete darauf Markus, ihren früheren Sohn aus dem Inzest mit Sigurd Munn. Nach ein paar ruhigen Jahren kam es im Osten in Båhuslän zu neuen Unruhen. Ein Aufstand kristallisierte sich um Øystein Møyla, einen Sohn König Øysteins, des Sohnes Harald Gilles. Telemark schloss sich dem Aufstand gegen die Machthaber im Oslofjord an. Sie kamen plündernd aus dem nördlichen Hochland. Doch die Lendmenn und Bauern zwangen sie zurück in die Wälder und ins Ödland. Dabei wurde die Kleidung so zerfetzt, dass sie nicht mehr die Beine bedeckte. Sie umwickelten daher Füße und Beine mit Birkenrinde, weshalb sie den Spottnamen “Birkebeiner” erhielten. Ihnen gelang es, Schiffe zu bekommen, und sie fuhren nach Trøndelag, wo sie sofort Verbündete fanden. Unterwegs überfielen sie Erling in Nidaros, wobei der oberste Lendmann der Stadt getötet wurde. Øystein erhielt 1176 auf dem Øyrathing die Königswürde. Im Winter 1176/1177 zog er mit seinen Birkebeinern von Trøndelag zum Ostland, um König Magnus in Tønsberg anzugreifen. Doch obgleich sie in der Überzahl waren, wurden sie bei Re nördlich der Stadt Neujahr 1177 zurückgeschlagen. Øystein Møyla wurde auf der Flucht erschlagen. Er war der letzte Gegenkönig, der sein Leben im Kampf gegen die Königsherrschaft aus dem Oslofjord verlor.
Der nächste Gegenkönig war Sverre, der behauptete, Sohn von Sigurd Munn zu sein. Er wurde aus Schweden unterstützt. Westschwedische Aristokraten hatten durch Ehen verwandtschaftliche Beziehungen zum Clan von Sigurd Munn. Birger Brosa, der Jarl über Götaland, war mit Sigurds Schwester Brigida verheiratet und unterstützte ihn in Übereinstimmung mit dem schwedischen König Knut Eriksson. Dessen Schwester Margret heiratete später König Sverre. Folkvid, Gesetzessprecher in Värmland, hatte Cecilia, die Tochter Sigurd Munns, zur Frau. Beide Frauen, Brigida und Cecilia, setzten sich sehr für Sverre ein. Und König Knut hatte ebenfalls mit Rivalen zu kämpfen, die vom dänischen König Waldemar unterstützt wurden, der seinerseits Verbündeter von Erling Skakke und dessen Sohn Magnus war, so dass eine Allianz mit Sverre nahe lag. Für Sverre bedeutete das sichere Rückzugsräume in Schweden. Seine zahlenmäßige Unterlegenheit glich er durch hohe Beweglichkeit und eine Guerillataktik aus. Er überfiel plötzlich unvorbereitete Zentren feindlicher Macht. Dadurch trainierte er auch seine eigene Mannschaft im Kampf. Außerdem legte er großes Gewicht auf genaue Erkundung des Gegners und war ein Meister der Finte. Außerdem versuchte er die gegnerische Front dadurch aufzuweichen, dass er die überwundenen Gegner milde behandelte. Hinzu kam die alte Feindschaft gegen Magnus in Trøndelag, die ihn schnellstmöglich dorthin ziehen ließ. Dort errang er gleich im Frühjahr 1177 bei Trondheim seinen ersten wichtigen Sieg über die Lendmenn von Magnus und wurde im Juni auf dem Øyrathing zum König erhoben. Im folgenden Herbst eroberte er Trondheim, womit er ein eigenes Machtzentrum für die Überwinterung erhielt. Im Frühsommer 1179 kamen Erling Skakke und Magnus mit einer großen Flotte nach Norden. Die Birkebeiner zogen sich aus der Stadt zurück und kamen ein paar Tage später am 19. Juli frühmorgens überraschend zurück, als die Mannen Erlings noch verschlafen und betrunken vom Siegesfest waren. Nur 600 Mann konnten Erling und Magnus vor die Stadt gegen die Birkebeiner folgen. Erling wurde in dieser Schlacht auf Kalvskinnet tödlich verwundet, ein großer Teil der Aristokraten fiel, und Magnus entkam nur mit knapper Not auf dem Schiff. Ein Großteil der Flotte fiel in die Hände Sverres.

### Das Ende des Bürgerkrieges

#### Das Ende von König Magnus
Die Schlacht von Kalvskinnet war der große Wendepunkt in Sverres Kampf um die Königsmacht. Vorher war er für die meisten nur der Häuptling einer Truppe gewesen, jetzt wurde er für viele königswürdig. In Trøndelag hatte er seinen stärksten Rückhalt, doch im übrigen Land hatte Magnus immer noch die Oberhand. Bergen und Vestland blieb auf Seiten von König Magnus. Das Gleiche galt für den Oslofjord, sogar nach dem Tode von Magnus. Auch in Oppland und Hålogaland war Magnus stärker. Er konnte auch Verstärkung aus Dänemark heranführen. Ökonomisch und militärisch verfügte er über größere Ressourcen als Sverre. Auch die Bischöfe standen auf seiner Seite. Erzbischof Øystein verließ 1178 sein Bistum ebenso wie Bischof Eirik von Stavanger, um Magnus mit ihrer Mannschaft militärisch zu unterstützen, obgleich can. 1163 ihnen den Kampf mit der Waffe verbot. Der Kampf gegeneinander weitete sich aus. Dabei ging es zunächst um die Machtzentren Trondheim und Bergen. Sverres Stil der Kriegsführung wich von der traditionellen Schlachtordnung geballter Kämpfer mit dem Königszeichen an der Spitze und zusammengebundenen Schiffen im Seekampf entscheidend ab. Er hielt sich mehr dirigierend im Hintergrund und stellte seine Truppen in kleineren getrennten und sehr beweglichen Einheiten auf. Böse Zungen legten ihm dies oft als Feigheit aus. Er ließ größere und hochbordigere Schiffe bauen und legte größere Befestigungen an, als bis dahin in Norwegen üblich, insbesondere bevorzugte er steinerne Burgen. Fünf Jahre dauerte der Krieg mit wechselndem Kriegsglück. Nach den Siegen über Magnus in den Schlachten von Kalvskinn 1179 und von Ilevollen 1180, beide bei Trondheim, flüchtete dieser nach Dänemark. 1180 floh Erzbischof Øystein nach England. Sverre bot Magnus die Reichsteilung an. Aber dieser zog mit einer Flotte erneut nach Trøndelag und erlitt bei Ilevollen eine erneute Niederlage. Am 31. Mai kam es zu einem Seekampf bei Bergen, wobei Sverre trotz zahlenmäßiger Unterlegenheit den Kampf gewann und Magnus vertrieb. Kurz darauf kam dieser wieder, diesmal mit Verstärkung von Bischof Eirik von Stavanger. Die Birkebeiner zogen sich nach Trondheim zurück. 1181 nahm Sverre offenbar kampflos Oslo ein. Inzwischen hatte Magnus Trondheim zweimal erobert. 1182 stand es wieder schlecht um Sverre. Er hatte Trondheim zurückerobert, saß aber dort fest, während Magnus mit seiner Flotte im Trondheimsfjord die Abgaben von ganz Trøndelag erhob. Aber an Land waren die Birkebeiner die Herren. Magnus musste sich daher mangels Stützpunkt an Land wieder nach Bergen zurückziehen. Im Sommer 1183 griff Sverre überraschend Bergen in der Nacht an und schlug allen Widerstand in die Flucht, so dass Magnus wieder nach Dänemark fliehen musste. Nach dieser Schlacht kam es zu einem Vergleich mit Erzbischof Øystein, so dass dieser wieder in sein Erzbistum zurückkehren konnte. Er versprach, den offenen Widerstand gegen Sverre aufzugeben, und Sverre versprach wohl, die Vereinbarungen mit Kardinal Nikolaus Breakspeare bei der Gründung des Erzbistums anzuerkennen. Es kam zu einer Entspannung zwischen Sverre und der Kirche. Nach Ostern 1184 schlug Sverre zunächst in einer Strafexpedition den Widerstand in Vestland und Sogndal nieder. Dazu war er in den Sognefjord eingefahren. Anschließend lag er mit seiner Flotte von 14 Schiffen am Ausgang des Sognefjordes bei Fimreite. Am 15. Juni kam Magnus mit 26 Schiffen vom Oslofjord her. Unterwegs hatte er viel Zulauf erhalten. Magnus stellte sich in traditioneller Weise zum Kampf auf, indem er seine großen Schiffe zusammenband, während Sverre seine Schiffe lose fahren ließ. Magnus hielt mit seinen zusammengebundenen Schiffen auf das eine Großschiff Sverres “Mariasude” zu, und die Mannschaft litt stark unter dem Angriff. Aber Sverre sprang in ein kleineres Boot und dirigierte seine Schiffe an die Flanken, wo die Flotte verwundbar war. Dort säuberte er ein Schiff nach dem anderen von der Mannschaft. Denn die Mannschaft der angegriffenen Schiffe, die mit einem Angriff von der Seite nicht umzugehen wussten – üblich war der frontale Kampf Steven gegen Steven – sprangen in das Nachbarschiff, wo sie Chaos und Panik auslösten. Die Besatzung sprang teilweise ins Meer, und das letzte Schiff sank wegen Überfüllung. Es muss ungewöhnlich viele Tote gegeben haben, darunter König Magnus. Damit war der Bürgerkrieg aber keineswegs zu Ende.

#### König Sverre
Auch weiterhin hatte Sverre die Häuptlinge von Vestland gegen sich. 1185 erhoben sich die Kuvlunge, die sich um einen Mönch Jon Kuvlung (“Mönchskutte”) scharten, der behauptete, Sohn von König Inge Krokrygg zu sein.
Sie eroberten Tønsberg und herrschten drei Jahre über den Oslofjord, setzten sich zeitweise in Vestland fest und griffen Sverre einige Male in Trondheim an. Am 26. Januar 1188 starb Erzbischof Øystein, hatte aber vorher Eirik Ivarsson zum Nachfolger bestimmt, der vorher als Bischof von Stavanger der aktivste kirchliche Gegner König Sverres gewesen war. Im Herbst wurde Jon kuvlunge auf dem Øyrathing gehuldigt. Im Dezember 1188 wurden die Kuvlunge in Bergen überfallen und Jon getötet.
Erzbischof Eirik war Victoriner, also Augustiner der Richtung von St. Victor. In seinem Eifer für die Gregorianischen Reformen ging er über seinen Vorgänger Øystein hinaus. Er wurde 1188 auf der Reichssynode von Bergen gewählt und kehrte 1189 mit dem Pallium von Rom zurück. Zunächst gab es ein gewisses Einvernehmen zwischen König und Erzbischof. Auf einer neuen Reichssynode 1188/1189 erließen beide eine Landfriedensordnung nach europäischem Muster, in der Kirchen, Geistliche und Frauen unter besonderen Schutz gestellt wurden und das Waffentragen in der Kirche und auf dem Thing verboten wurde.
1189 kam es allerdings zu neuen Unruhen. Diesmal scharte sich der Widerstand um Sigurd Brenna, einem weiteren Sohn König Inges. Die Bauern im Oslofjord schlugen und vertrieben die Truppe.
Nun kam es zu einem offenen Bruch zwischen König Sverre und dem Erzbischof. Der Erzbischof weigerte sich nämlich, ohne Zustimmung des Papstes Sverre kirchlich zu krönen. Sverre bestimmte den Priester Martin zum neuen Bischof von Bergen, verweigerte die Absprache zwischen Erling Skakke und Erzbischof Øystein über den vollen Silberkurs bei den Bußen an den Bischof und beschnitt das Gefolge des Erzbischofs auf Visitationsreisen gemäß dem Frostathingslov von bisher 90 auf 30 Mann. Dahinter stand natürlich auch, dass der Erzbischof auf den Abmachungen von 1152/1153 und denen mit König Magnus bestand. Dabei stützte er sich auf das Christenrecht Øysteins, genannt “Gullfjær”, das kanonische Recht und auf Papstbriefe und bestand darauf, dass das göttliche Recht ständig wachsen müsse und niemals geschmälert werden dürfe. Sverre verweigerte der Kirche manche neugewonnene Gerechtigkeiten, wie sie sie auslegte. Er forderte, dass die Kirche sich ihm unterzuordnen habe. So nahm er für sich das Recht in Anspruch, Priester für Kirchen auf königlichem Land einzusetzen. Auch lehnte er die Kirchengerichtsbarkeit in dem von der Kirche gewünschten Umfang ab. Er erkannte auch die Bischofswahl 1189 in Stavanger für den Nachfolger Eiriks nicht an, weil er nicht nach canones von 1163 zur Stelle gewesen und die erste Stimme abgegeben habe. Es hatte sich um Nikolas Arnason gehandelt, Sohn der Königin Ingrid (Frau König Harald Gilles) und Kampfgenosse von König Magnus. Nikolas wurde dann 1190 zum Bischof von Oslo gewählt. 1190 ging Erzbischof Eirik außer Landes und suchte bei Erzbischof Absalon in Lund Zuflucht. In einem Beschwerdebrief an den Papst klagt er, dass Sverre das Bischofsgut samt Einkünften beschlagnahmt habe. Beide trugen ihre Beschwerde beim Papst vor. Aber auf Grund des Papstwechsels 1191 dauerte es vier Jahre, bis die Kurie reagierte.
Und wieder kam es zu einem lokalen Aufstand, diesmal unter der Leitung von einem Simon Káresson, den die Bauern des Oslofjordes ebenfalls zurückschlugen. Sverres Bruder Erik, seine Frau und sein Sohn starben in Tønsberg kurz hintereinander. Man munkelte, sie seien vergiftet worden. Im Sommer 1191 probte eine Kampftruppe unter Torleif Breiskjegg den Aufstand. Die Bauern des Oslofjords kämpften die Gruppe nieder, und Torleif wurde getötet.
Bischof Nikolas in Oslo organisierte den Widerstand gegen König Sverre. Er stand wohl auch hinter dem Aufstand von 1193 auf den Orkneys unter der Leitung der norwegischen Kreise um Erling Skakke und dessen Sohn Magnus im Einvernehmen mit dem Orkneyjarl Harald. Auf deren Zug nach Norwegen unter dem militärischen Leiter Halkell Jonsson zu Blindheim folgten ihnen auch viele Shetländer. Man nannte sie, weil sie von den Inseln kamen, „Øyskjeggene“. Sigurd, Sohn von Magnus Erlingsson, war für diese der Thronanwärter. Sie eroberten den Oslofjord und setzten sich auch in Bergen fest. Aber Palmsonntag 1194 wurden sie in einer blutigen Seeschlacht in Florvåg vor Bergen geschlagen, und Halkell und Sigurd fielen. Die Überlebenden schlossen sich dann den Baglern an.
In diesem Sommer stellte sich Papst Coelestin III. in einer Bulle vom 15. Juni 1194 voll hinter Erzbischof Eirik und gab ihm in allen wesentlichen Punkten Recht. Das päpstliche Schreiben endete mit einer Banndrohung gegen jeden, der sich gegen die Bestimmungen von 1152/1153 und die Reformen von Magnus Erlingsson wandte. Sverre ließ sich am 29. Juni 1194 unter der Leitung von Bischof Nikolas von Oslo trotzdem krönen. Nikolas war wegen seiner Beteiligung am Orkney-Aufstand am Leben bedroht, so dass ihm keine Wahl blieb. Daraufhin belegte Bischof Eirik König Sverre von Lund aus mit dem Kirchenbann. Die Bischöfe, die ihn gekrönt hatten, wurden im November gleichen Jahres vom Papst gebannt. Der Erzbischof lud sie vor sich nach Lund. Die Kirchenleitung stellte sich nun kompromisslos hinter den Erzbischof. Sverres Kampfeswille blieb ungebrochen, und er scheute keine Mittel der Propaganda. Er überredete 1195 die Bischöfe auf einer Reichssynode, mit ihm einen Brief an den Papst zu schreiben und behauptete, dass die päpstliche Stellungnahme für Eirik ein von den Dänen ausgestreutes Gerücht sei und dass der Bann, den Eirik ausgesprochen habe, sich gegen seine eigenen Augen gerichtet habe. Denn Eirik war in Dänemark erblindet. Später behauptete er, er habe Briefe vom Papst erhalten, in welchem der Bann aufgehoben worden sei. Im Herbst 1195 zog Bischof Nikolas nach Lund und verglich sich mit Erzbischof Absalon von Lund und Erzbischof Eirik.

#### Der 1. Baglerkrieg
1196 gründete Bischof Nikolas Arnason von Oslo die Bagler-Partei (Bagall = anord. „Bischofsstab“) in Skåne gegen König Sverre unter seiner politischen und militärischen Leitung. Damit wurde der kirchliche Widerstand mit dem weltlichen Widerstand gegen Sverre verbunden. Kristallisationsfigur wurde Inge, der angebliche Sohn von Magnus Erlingsson. Ihm wurde auf dem Borgarthing gehuldigt. Die Bagler beherrschten den Oslofjord und Oppland.
Sverre intensivierte seine Propaganda. Höhepunkt war eine von einem im Kirchenrecht bewanderten Geistlichen verfasste Schrift “En tale mot biskopene” (Eine Rede wider die Bischöfe). Diese Schrift war zur Verlesung bestimmt und sollte der Allgemeinheit beweisen, dass die Kirche im Unrecht sei und die Geistlichkeit den Streit mit dem König angezettelt habe. Dass die Kirche im Unrecht sei, wurde durch geschickte Auswahl von Zitaten aus dem Decretum Gratiani belegt. Die Rede beruhte auf einer theokratischen Ideologie: Der König herrschte in Gottes Auftrag und hatte daher auch die Vormundschaft über die Kirche als deren Schutz und Wächter. Im Gegenzug schuldete die Geistlichkeit ihm Gefolgschaft. Die Konsequenz war dann, dass ein ungerechtfertigter Bann den unschuldig Gebannten nicht treffe.
1196 brach der 1. Baglerkrieg aus.
Am 26. Juli 1197 kam es zur Schlacht bei Oslo, wo die Bagler unter Nikolas Arnesson eine empfindliche Niederlage erlitten. 1198 kam es zur Seeschlacht im Trondheimsfjord, in der die Bagler siegten.
Innozenz machte 1198 klar, dass die Briefe über die Bannaufhebung König Sverres gefälscht waren. Er befahl den norwegischen Bischöfen, über alle Landesteile, die sich dem päpstlichen Spruch widersetzten und weiterhin König Sverre unterstützten, das Interdikt zu verhängen. Ob der Befehl umgesetzt wurde, ist zweifelhaft, denn das kirchliche Leben kam nicht zum Erliegen.
1199 wurde die Lage für König Sverre gleichwohl schwierig. Die Bagler griffen Pfingsten Nidaros an. Am 18. Juni kam es zur Schlacht bei Strindsjøen, wo die Bagler unterlagen. Daraufhin forcierte Sverre den Bau von Schiffen für neue Angriffe gegen die Bagler. Es folgten drei Jahre Kampf um den Oslofjord. Dabei waren die schlecht organisierten Bauernheere der Bagler Sverres Birkebeinern unterlegen.
Seine letzte Schlacht war die Eroberung Bergens um das Neujahr 1202. Er erkrankte während der Belagerung, und sein Zustand verschlechterte sich bei seiner neuerlichen Fahrt nach Bergen im Februar 1202. Er starb am 8. März 1202.
Trotz seiner ungeschmälerten Stärke im Reich schien es ihm am Ende seines Lebens doch ratsam, den Streit mit der Kirche zu beenden, und auf dem Totenbett riet er seinem Sohn und Nachfolger Håkon, einen Vergleich mit der Kirche zu suchen.
Das Kirchenleben wurde durch das Interdikt in Norwegen nicht vollständig lahmgelegt, selbst als alle Bischöfe das Land verließen. Sverre hatte weiterhin geistliche Helfer und empfing auf dem Sterbebett auch die Sakramente und wurde christlich beerdigt.
Trotz der weit verbreiteten Verbitterung der Oberschicht gegen König Sverre traten doch mehr und mehr Aristokraten nach seinem Tode zu den Birkebeinern über.

#### König Håkon Sverreson
Was über die Jahre 1202–1217 bekannt ist, entstammt der so genannten Baglesaga (Böglunga sögur), einem kleinen zeitgenössischen Werk, welches die Brücke zwischen den Sagas über Sverre und Håkon Håkonsson bildet. Sie beschreibt sehr aufschlussreich die Übergangsperiode und die Umbruchszeit.
Der einzige Sohn Sverres, Håkon, erfuhr im Frühjahr 1202 in Trondheim vom Tode seines Vaters zusammen mit dem Brief, in welchem Sverre ihm riet, mit der Kirche einen Ausgleich zu suchen. Håkon holte die landflüchtigen Bischöfe zurück und verglich sich im Sommer 1202 mit der Kirche. Papst Innozenz III. machte später Erzbischof Erik Vorwürfe, dass dieser Håkon vom Bann, in den er wegen der Unterstützung seines Vaters gefallen war, gelöst habe, lobte aber Håkon wegen seiner versöhnlichen Haltung. Im Vergleichsbrief des Königs wurden der Kirche alle Privilegien eingeräumt, die sie seit 1151/1152 erhalten hatte. Aber dies stand ausdrücklich unter dem Vorbehalt, dass dies nicht zu Lasten von Håkons Königtum geschehen dürfe. Die Kirche und Geistlichkeit habe ihm alle Ehre und Achtung zu erweisen, die ihm als gesetzlichem König zukomme. Im Übrigen war der Text so allgemein und vage gehalten, dass beide Seiten damit leben konnten. Für Håkon brachte der Vergleich aber die Anerkennung seines Königtums seitens der Kirche. Mit diesem Vergleich sprengte Håkon die Koalition zwischen der Kirche und den Baglern und stärkte so seine Stellung auch im Osten des Landes. Im Sommer 1202 überfielen die Bauern von Oppland den Baglerkönig Inge Magnusson und töteten ihn. Die Baglerpartei ging in Auflösung und zwar im Einvernehmen zwischen der Birkebeiner-Aristokratie und den Bagler-Häuptlingen.
Doch die Lage änderte sich schlagartig, als König Håkon zur Neujahrszeit 1204 in Bergen starb. Wahrscheinlich wurde er vergiftet. Zum neuen König bestimmten die Birkebeiner den 4-jährigen Guttorm, den Sohn von Sverres verstorbenem Sohn Sigurd Lavard. Daraufhin nahm eine Gruppe junger und ehrgeiziger Birkebeiner-Häuptlinge um Sverres Neffen Håkon die Regierungsgewalt in die Hand. Håkon wurde sofort zum Jarl erhoben. Er war zwar ein tüchtiger Krieger, aber dermaßen jedem Rat unzugänglich, dass er den Beinamen Galen, „der Verrückte“ bekam. Damit fanden sich die Bagler nicht ab und sammelten sich in Dänemark um einen angeblichen Sohn von Magnus Erlingsson namens Erling Steinvegg. Sie erhielten sofort Unterstützung vom Dänenkönig Waldemar II. Der erhoffte sich die Wiederherstellung der alten Oberhoheit über den Oslofjord. Im Sommer 1204 kam Waldemar mit einer großen dänischen Flotte in den Oslofjord. Nach dänischen Annalen leistete Erling ihm dort den Lehnseid und wurde auf dem Haugathing als König eingesetzt. Auf beiden Seiten waren es inzwischen die Truppen, die auf dem jeweiligen Thing die Königswahl bestimmten. Aber als Guttorm im August 1204 in Nidaros starb, änderte sich auf Seiten der Birkebeiner die Stimmung. Die königliche Heeresgefolgschaft wollte Håkon Galen zum König erheben, aber er musste sich auf dem Øyrathing der Allianz zwischen dem Erzbischof und der bäuerlichen Aristokratie in Trøndelag beugen. Diese brachte nämlich seine schwedische Abstammung von der Vaterseite ins Spiel. Er war ein Sohn aus der Ehe von Sverres Schwester Cecilia Sigurdsdatter mit dem schwedischen Gesetzessprecher von Värmland, Folkvid. Die Allianz setzte dagegen Inge Bårdsson durch, ein Sohn aus der zweiten Ehe Cecilias mit dem Adligen Bård Guttormsson von Rein. Er wurde gewählt, weil er aus einem angesehenen Trønder-Geschlecht stammte und wohl auch, weil er friedlicher gesinnt war als Håkon. Håkon blieb aber militärischer Anführer mit dem Recht der halben Königseinkünfte, wohl vor allem von Vestland. Inge II. blieb überwiegend in Trøndelag.

#### Der 2. Baglerkrieg
Die Bagler wollten aber den Kampf nicht aufgeben. Im nun folgenden 2. Baglerkrieg konnten sich die Birkebeiner auf Trøndelag und Vestland stützen, während die Bagler im Oslofjord ihre Anhängerschaft hatten. Der Krieg erreichte aber nicht die gleiche Intensität wie der 1. Baglerkrieg. Beide Seiten riefen zwar die Mobilmachung aus, aber es gelang ihnen nicht, breitere Volksschichten für den Kampf zu mobilisieren. Im Großen und Ganzen wurde es ein Kampf zwischen Kontingenten von Berufskriegern unter ihren Anführern. Es kam zu dauernden Truppenbewegungen auf dem Seeweg, die Bagler griffen ständig irgendwo an, aber es gelang ihnen nicht, sich irgendwo außerhalb des Oslofjordes festzusetzen. Die Birkebeiner hatten offenbar eine gewisse Überlegenheit, die aber nicht ausreichte, den Oslofjord zu erobern. 1205 gab der blinde Erzbischof Erik sein Amt auf. Sein Nachfolger wurde Tore Gudmundsson, ein Augustiner viktorinischer Prägung. Aber immerhin mussten die Bagler vor den Birkebeinern sogar nach Dänemark ausweichen.
Die Zeit nach 1206 bis hin zu 1228 war die Zeit in der norwegischen Geschichte, in der so viele Kriegsschiffe gebaut und eingesetzt wurden, wie nie zuvor oder danach. Doch der Erfolg dieser Hochrüstung war relativ gering.
Um Neujahr 1207 starb Erling Steinvegg. Nun kam der Friedenswunsch auch auf der Baglerseite zur Geltung. Als Nachfolger Erlings setzte Bischof Nikolas von Oslo auf dem Borgarthing dessen Neffen Philipp Simonsson gegen den Wunsch des Heeres mit Unterstützung der Bauernaristokraten durch. Er hatte ihn schon bei der Wahl Erling Steinveggs favorisiert, war aber damals unterlegen gewesen. Die parallele Allianz zwischen Bischof und Aristokraten gegen das Militär bei der Wahl Inges II. 1204 und Philipps 1207 deutet die Wende an. Das Thronfolgegesetz von 1163 war immer noch maßgebend, wonach die Thingbauern zusammen mit dem Bischof die Entscheidung über die Königswahl treffen mussten. Bischöfe und Thingbauern arbeiteten auf beiden Seiten mit ihrer Personalpolitik auf einen Friedensschluss hin. Die Baglersaga beschreibt beide Könige als bauernfreundlich und betont, dass beide ihre Truppen hinsichtlich der Bauern disziplinierten. Die Rolle der Bischöfe änderte sich. Während sie früher für die eine oder andere Seite Partei ergriffen hatten, erhoben sie sich nun über die Parteien und nahmen eine Vermittlerrolle wahr. Bischof Nikolas von Oslo schlug eine Dreiteilung des Landes zwischen Inge II., Håkon Galen und Philipp vor. Die Birkebeiner wollten nur Inge als Einheitskönig. Neue Kämpfe flackerten auf, aber die Berufsheere hatten keinen Rückhalt in der Bevölkerung mehr. Im Sommer gingen die Schiffe der Bagler verloren. Die Bagler versuchten König Inge in Oslo zu überfallen, was aber missglückte. Bischof Nikolas hielt zwar am längsten noch an seinem Kurs fest, ließ sich aber vom Erzbischof zur Vermittlerrolle bewegen.
Der Friede wurde 1208 auf Kvitsøy geschlossen. Das Land wurde dreigeteilt. Philipp erhielt Oppland und einen Großteil des Oslofjordes, Inge und Håkon teilten sich die Macht an der Grenze nördlich von Dovre westlich des Langfjells. Zur Besiegelung des Vergleichs erhielt Philipp die eheliche Tochter Sverres Kristin zur Frau. Die Birkebeiner wehrten sich mit aller Macht gegen den Vergleich und zwangen Philipp entgegen dem Vergleich zur Aufgabe seines Königstitels und zur Anerkennung Inges als Oberkönig. Das änderte aber nichts am Inkrafttreten des Vergleichs und daran, dass Philipp sich auch fürderhin als König bezeichnete.
Der Vergleich von Kvitsøy von 1208 beendete den offenen Kampf zwischen Birkebeinern und Baglern und leitete eine zehnjährige Ruhephase ein. Über Philipps Herrschaft ist wenig bekannt. Aber er hat eine reguläre Regierung ausgeübt und mit seinem königlichen Siegel weiter gesiegelt, obgleich die Birkebeiner immer wieder dessen Herausgabe verlangten. Er und Bischof Nikolas unterhielten gute Beziehungen zum englischen König Johann Ohneland. Von ihm sind auch die ältesten Originalbriefe eines norwegischen Königs erhalten. In dieser Zeit wurde der Gegensatz Birkebeiner – Bagler allmählich von einem bei den Königswahlen von 1204 und 1207 hervorgetretenen Gegensatz zwischen den Bauern und der Militäraristokratie überlagert, der auf die hohen Abgaben zurückzuführen ist. Nach dem Kvitsøy-Vergleich gärte es auch in Trøndelag wegen der hohen Abgaben.
Jarl Håkon vom südlichen Birkebeinerreich strebte nach dem Königstitel. Die Einkünfte hatte er schon. Es kam zum Intrigenspiel aus der Umgebung des Jarls, so dass die norwegischen Bischöfe erneut vermitteln mussten. Das Ergebnis war ein gegenseitiger Thronfolgevertrag von 1212: Der, der den jeweils anderen überlebte, sollte das gesamte Reich innehaben. Nach dem Tod beider sollten deren ehelich gebotenen Söhne das Reich erben. Hintergrund war, dass Håkon einen ehelich geborenen Sohn hatte, während Inge nur den außerehelich geborenen Sohn Guttorm hatte.
1213 kam es zu großer Dürre in Trøndelag. Das Korn wurde knapp. Die Bauern verweigerten dem König die Abgaben. Sie erschienen voll bewaffnet auf einem Thing, das der König in Trøndelag einberufen hatte. Sie erschlugen den lokalen Sysselmann, als er sie aufforderte, mit dem König zu verhandeln. König Inge wollte zunächst nicht gegen seine eigenen Bauern gewaltsam vorgehen und zog sich zurück. Als sie aber mehrere seiner Männer erschlugen, rückte er gegen sie vor und schlug sie zurück.
Als Håkon Jarl 1214 starb, übernahm Inge gemäß dem Thronfolgevertrag von 1212 dessen Reich. Sein plötzlicher militärischer Machtzuwachs zwang die Trønder-Bauern zum Vergleich. So war er bis zu seinem Tod am 23. April 1217 König über das gesamte Birkebeinergebiet. Sein Nachfolger wurde am 8. Juli 1217 Håkon Håkonsson auf dem Gulathing. Die Bagler stimmten dem unter der Bedingung zu, dass ihr Gebiet zwischen ihm und den Baglern geteilt würde, was auf ihre schwache Stellung innerhalb ihres eigenen Gebietes gegenüber den Anhängern der Birkebeinern hinweist.
Im Sommer 1217 starb auch Philipp Simonsson im Ostland. Die Macht übernahm zunächst Ragnvald Hallkjelsson, ein Neffe König Magnus Erlingssons. Da er aber für die Unterhaltung seiner Truppe hohe Abgaben verlangte, wurde er auf einem Thing erschlagen. Das Machtvakuum im Osten nutzte dessen Priester Bene Skinnkniv, der behauptete ein Sohn von Magnus Erlingsson zu sein. Er sammelte im Winter 1217/1218 eine Schar um sich, die man slittungene (= die Zerlumpten) nannte. Es handelte sich um eine typische Räuberbande in den ostnorwegischen Grenzgebieten, die sich in unwegsamem Gebiet aufhielt und rasche Plünderungszüge in den Oslofjord unternahm. Dass sie trotzdem Unterstützung von dortigen Bauern erhielt, deutet auf eine Unzufriedenheit mit dem dortigen königlichen Sysselmann hin.
Nachdem die Könige Inge II. und Philipp gestorben waren, blieb eigentlich nur noch der Gegensatz zwischen Militäraristokratie und den Großbauern übrig. Für die Großbauern kam es daher darauf an, sich um einen König zu scharen, der ihre Stellung stärkte und die Aufruhrtendenzen in den ostnorwegischen Gebieten energisch bekämpfte. Dieser neue König sollte Håkon Håkonsson sein.
Mit Håkon Håkonsson war der eigentliche Bürgerkrieg vorbei.

## König Håkon Håkonsson
Die wichtigste Quelle über Håkon Håkonsson ist die Håkon Håkonssons saga. Diese Saga wurde kurz nach dessen Tod 1263 vom Isländer Sturla Tordsson, dem Neffen Snorri Sturlusons, niedergeschrieben. König Magnus Håkonsson bat ihn, eine Geschichte seines Vaters zu verfassen. Er hatte Magnus zum Ratgeber und konnte sich auf Informationen aus dem engsten Kreis um König Håkon stützen. Außerdem lag ihm reichhaltiges schriftliches Material vor. Die Saga bespricht und referiert eine Vielzahl von Briefen, Rechtssprüchen und Gesetzen. Dieses reichhaltige Material macht die Saga zur detailreichsten und seriösesten Königssaga überhaupt. Außerdem sind aus der Zeit König Håkons mehr Dokumente erhalten geblieben, als von seinen Vorgängern. Das ist einesteils auf das Vordringen des Schriftverkehrs in Norwegen, anderenteils auf viele Dokumente aus dem Schriftverkehr mit ausländischen Herrschern in deren Archiven zurückzuführen. Auf der anderen Seite handelt es sich als offizielle Königsbiografie natürlich um eine parteiische Schrift. In der Herrschaftslegitimation und im Herrscherlob ist die Saga ein Ausdruck der Herrscherideologie des Sverre-Geschlechts.
Die Herrscherlegitimation war erforderlich, da nach dem Tode des Königs Inge II. dessen unehelicher Sohn Guttorm eher zur Nachfolge berufen gewesen wäre. Aber die Mehrzahl der Birkebeiner hielt zu Håkon, der als unehelicher Sohn von Håkon Sverreson mit Inga von Varteig gehalten wurde, einer Frau aus altem Geschlecht aus Østfold. Er war unter der Obhut von Birkebeinerfreunden, die teilweise bereits unter dem Vater und Großvater gedient hatten. Nach der Königsmacht strebte auch Skule Bårdsson, König Inges Halbbruder und rechte Hand. Auf dem Totenbett hatte Inge die Befehlsgewalt über alle Truppen an Skule übertragen. Er wurde von Erzbischof Guttorm (1215–1224) und den Kreuzbrüdern in Trondheim unterstützt. Aber der Erzbischof war auf Visitationsreise in Hålogaland, als König Inge starb. Das war die Gelegenheit für die Anhänger Håkons, die Initiative zu ergreifen. Sie holten den 13-Jährigen aus der Domschule Trondheim und warben bei den Gefolgsleuten des verstorbenen Königs für deren Zustimmung zur Königswahl. Gegen den Widerstand Skules und der Kreuzbrüder gelang es den Anhängern, das Øyrathing einzuberufen, und erwirkten die Huldigung Håkons zum König. Im Sommer folgte die Huldigung auf dem Gulathing und nach dem Tode König Philipps auch auf dem Haugathing, dem Borgarthing und anderen lokalen Thingversammlungen. Das war zur Zeit des friedlichen Nebeneinanders zwischen Birkebeinern und Baglern, und die Birkebeiner verhinderten so, dass die Bagler einen eigenen König wählten. Die Saga legt größten Wert auf die Tatsache, dass er unmittelbar von einem König abstammte, ohne die latente Königswürde einer Frau beanspruchen zu müssen, wie dies bei Inge II. und dessen Sohn Guttorm der Fall war, da Inge seine Königsfähigkeit über die Schwester Sverres Cecilie herleiten musste. Dieses uralte Prinzip der unmittelbaren Abstammung von einem König war offenbar noch so stark verwurzelt, dass Håkon allenthalben den Vorzug bekam. Gleichwohl war die Kirche unzufrieden und betonte, dass ohne kirchliches Einvernehmen ein vollgültiges Königtum nicht erreichbar sei. Dabei stützte sie sich immer noch auf Skule, der bis zur Mündigkeit Håkons die Regierungsgeschäfte wahrnahm. Es kam zu einer Auseinandersetzung, die mit einem Vertrag endete, nach welchem Skule über einem Drittel des Reiches herrschen solle.
Nach dem Tode des Bagler-Königs Philipp kamen 1218 die Bagler-Häuptlinge zu den Birkebeinern und baten um Unterstützung gegen die Slittungene. König und Skule kamen sofort und verjagten die Räuberbanden von Oslo. Daraufhin gaben die Bagler ihren Namen auf und wurden Gefolgsleute des Königs und des Jarls. Damit endete die Parteiung zwischen Bagler und Birkebeiner.
Nachdem König Håkon 1218 seine königliche Abstammung von Vatersseite bewiesen hatte, verbesserte sich sein Verhältnis zur Kirche deutlich. Nachdem er 1219 mit 15 Jahren volljährig geworden war, übernahm er die Herrschaft über die ihm zustehenden zwei Drittel des Reiches. Er berief für 1223 einen Reichstag zu Bergen ein, der sein Königtum endgültig anerkennen sollte. Der Reichstag war besser besucht als der 1218. Die Saga Håkons betont die repräsentative Zusammensetzung für das gesamte Reich. Auf dem Reichstag wurde das Königtum bestätigt und von Erzbischof verbindlich verkündet. Dies hatte auch staatsrechtliche Bedeutung: 1217 war ihm bei den lokalen Thingversammlungen nach dem alten Thronfolgerecht gehuldigt worden. 1218 und 1223 war auf Betreiben der Geistlichkeit der kirchliche bestimmende Einfluss für die Thronbesteigung geltend gemacht und durchgesetzt worden. Dies kam durch die verbindliche Verkündung der Entscheidung durch den Erzbischof zum Ausdruck.
Nach der Vertreibung der Slittungene kam es im Winter 1219/1220 in Østlandet noch einmal zu einem Aufstand. Sie wurden Ribbungene (= Räuber) genannt. Sie wurden von einem Sigurd Ribbung angeführt, der behauptete, Sohn von Erling Steinvegg zu sein, um den sich die Bagler am Ende des 1. Baglerkrieges 1204 in Dänemark geschart hatten. Die Ribbungene nahmen die Reste der Slittungene auf. Sie bauten auf den alten Widerstand der ostnorwegischen Randgebiete und die dortige Unzufriedenheit mit der Zentralregierung. Sie wurden auch vom westschwedischen Grenzgebiet aus unterstützt. Aber die neue Allianz zwischen Birkebeinern und Baglern war zu stark, als dass die Ribbungene im Oslofjord in Oppland richtig Fuß fassen konnten.
Der Kampf gegen die Ribbungene verlief in zwei Phasen mit einer kurzen friedlichen Zwischenzeit. In der ersten Phase leitete Jarl Skule den Kampf in seinem Herrschaftsgebiet und bedrängte die Ribbungene derart, dass sie 1223 unter Vermittlung des Bischofs Nikolas Friedensverhandlungen anboten. 1224 sammelte Sigurd in Värmland seine Ribbungene erneut. Inzwischen hatte König Håkon selbst die Macht in Østland übernommen und ging energisch gegen die Ribbungene vor. Er unternahm im Januar 1225 eine Strafexpedition vom Oslofjord aus über die Opplandene nach Värmland, um die Unterstützung der Ribbungene vom schwedischen Grenzland aus zu unterbinden. Der Feldzug war kein großer Erfolg. Der König brannte lediglich einige von den Bewohnern verlassene Ortschaften in Värmland nieder. Aber es war eine durchschlagende Demonstration der Stärke, so dass die Värmländer 1226 aus Furcht vor einer neuen Strafexpedition den Ribbunghäuptling Sigurd aufhängten. Sein Nachfolger Knut Håkonsson verglich sich im Jahr darauf mit dem König. Damit liefen die Bürgerkriegsstreitigkeiten aus. Es kam noch einmal zu einem Aufstand von Skule Jarl 1239/1240, der 1239 sich auf dem Øyrathing den Königstitel zulegte, aber es zeigte sich, dass ein landesumfassender Krieg wie früher nicht mehr möglich war. Er wurde mit seinen Mannen am 23. Mai 1240 in der Nähe des Elgeseter-Klosters von den Truppen des Königs geschlagen und getötet. Damit war ganz Norwegen unter die Herrschaft König Håkons gelangt.
Die Königsmacht hatte sich mit dem Ende des Ribbungene-Krieges und der Auseinandersetzung mit Jarl Skule auf Reichsbasis etabliert. Die Bürgerkriege waren als letzter Ausläufer der norwegischen Einigungskriege zu Ende gegangen. Das Reich stand 1240 an der Schwelle zur ersten wirklichen Staatswerdung in der norwegischen Geschichte. Damit hörten auch die Seeschlachten an der Küste Norwegens und innerhalb der Fjorde auf. Danach kam es nur noch zu Kriegsfahrten außerhalb des Landes.
Der Handel in die Ostsee hatte sich stabilisiert. Dabei hatte anfangs Lübeck eine bedeutende Rolle gespielt. Aber in den 1240er Jahren wurde diese Verbindung abgebrochen, weil die Lübecker in dänischem Fahrwasser norwegische Schiffe geplündert hatten und der norwegische König daraufhin im Gegenzug wendische Koggen in Bergen beschlagnahmt hatte. Daraufhin kam es zu einem Notenwechsel zwischen Norwegen und Lübeck, an dessen Ende das Friedenstraktat von 1250 stand. Håkons Politik hing sehr eng mit den Verhältnissen in den norddeutschen Seehandelsstädten zusammen und suchte die Schwächung Dänemarks nach dem Todes Waldemars II. 1241 auszunutzen.
Nun ging es aber zunächst um die kirchliche Krönung Håkons, obgleich er unehelich geboren war. Die Bischöfe und der König wandten sich 1241 unabhängig voneinander an Papst Gregor IX., der Krönung zuzustimmen, wobei der König auch noch ein Kreuzzugsgelübde ablegte. Aber die Dispensation von der Forderung der ehelichen Geburt kam unter ihm nicht mehr zustande. 1241 standen die Mongolen in Russland, Polen und Ungarn und bedrohten die westliche Christenheit. Da wurde das Kreuzzugsgelübde des Königs umgewandelt in ein Kriegsgelübde gegen die heidnischen Nachbarn im Norden.
Unter dem Druck der Mongolen waren Karelier nach Süd-Troms eingedrungen, wo ihnen Håkon Asyl gewährte und sie zum Christentum bekehrte. Dies muss ihm in seinen Verhandlungen mit dem Papst genützt haben. Sein Verhältnis zum Großfürsten von Nowgorod, dem die Karelier unterstanden, war schon lange gespannt, weil es Streit darüber gab, wer die Steuerhoheit über die Samen hatte, und es auch wechselseitige Plünderungszüge von karelischer und norwegischer Seite gab. Aber der Druck der Mongolen führte zu neuen Verhandlungen, die als Ergebnis einen Frieden mit einer Stärkung Norwegens in Troms und Finnmark hatten.
Als Innozenz IV. Papst wurde, suchte dieser Verbündete in seinem Konflikt mit Kaiser Friedrich II. Diese Gelegenheit ergriff Håkon und sandte einen Brief an den Papst in Lyon mit der Bitte um Zustimmung zur Krönung und einem erneuten Kreuzzugsgelübde. 1244 kam Abt Rita-Bjørn, den die Bischöfe zum Papst gesandt hatten, zurück mit der Bannlösung des Erzbischofs und der Zustimmung des Papstes für die Krönung, aber der König schlug die Bedingungen ab, die der Erzbischof an seine Mitwirkung bei der Krönung knüpfte. Dieser wollte die Rechte der Kirche bei dieser Gelegenheit nach dem vagen Vergleich von 1202 zu Gunsten der Kirche klären und, dass der König den gleichen Krönungseid leiste wie Magnus Erlingsson. Der König lehnte das rundweg ab. Die Reaktion des Papstes auf den eigenen Vorstoß des Königs war, dass er 1246 den Kardinal Wilhelm von Sabina nach Norwegen sandte. Dessen Haltung war wohl durch das Versprechen des Königs, sich am nächsten Kreuzzug zu beteiligen, beeinflusst, das er allerdings nicht zu halten gedachte. Der Kardinal sollte die Krönung vornehmen. Dabei erteilte er dem König die Dispens von der ehelichen Geburt. Die Krönung in Bergen war Anlass zu einer Reichssynode und einem Reichstag. Der König lehnte nun jegliche Verhandlungen mit dem Episkopat ab, so dass er ohne Bedingungen vom Kardinal gekrönt wurde. Dass der Kardinal gemäß der Überlieferung in der Håkons-Saga die Partei des Königs ergriff, ist durchaus wahrscheinlich, da er gleich nach der Krönung eine Verordnung erließ, wonach den Bischöfen verboten wurde, sich an Kirchengut und Kircheneinnahmen zu vergreifen, auf die sie keinen Anspruch hatten. Aber die norwegische Kirche hatte entgegen der Darstellung in der Saga durchaus auch Vorteile. Denn der Kardinal verkündete auf der Reichssynode eine weitgehende Erklärung über die Rechte der Kirche: Er stellte darin fest, dass die norwegische Kirche freie Gerichtsbarkeit über alle Geistlichen und Klagen gegen Geistliche und in allen “geistlichen Sachen” ohne Ansehen der Person habe. Dies verkündete er in einer öffentlichen Predigt vor dem König und allen Teilnehmern des Reichstags. Ebenso stellte er das Patronatsrecht über fast alle Kirchen des Landes fest und dass die Bischöfe von der Geistlichkeit in Übereinstimmung mit dem kanonischen Recht zu wählen seien. Diese Erklärung wurde offensichtlich ohne Widerspruch des Königs abgegeben. Allerdings führte die Gerichtsbarkeit über Laien in geistlichen Sachen später zu häufigen Streitigkeiten in der Abgrenzung.
Die Krönung 1247 führte auch zur Anerkennung des erblichen Königtums in Håkons Geschlecht durch die Kirche, die auch auf die eheliche Geburt Wert legte. Sein bekannt gewordenes Kreuzzugsgelübde führte zu einem Schreiben Ludwig IX. von Frankreich, wo er ihm für den nächsten Kreuzzug das Flottenkommando anbot. König Håkon lehnte höflich ab. Auch Alfons X. von Kastilien zeigte Interesse an der Flotte Håkons in Verbindung mit seinem Kampf gegen die Muslime in Spanien. Er versuchte seinem Wunsch dadurch Nachdruck zu verleihen, dass er seinen Bruder Philipp mit Håkons Tochter Kristine verheiratete. Doch auch er hatte keinen Erfolg.
Außenpolitisch versuchte er aus dem dänischen Thronfolgestreit nach dem Tode Waldemars II. Nutzen zu ziehen. Er verbündete sich mit dessen dritten Sohn und Nachfolger auf dem Thron Christoffer I. und dessen Sohn und Nachfolger Erik Klipping. Um seine Handelsinteressen in die Ostsee zu verfolgen, versuchte er den dänischen Einfluss in Südschweden zurückzudrängen und verbündete sich 1249 mit dem schwedischen Herrscher Birger Jarl. Sehr groß war die Unterstützung aber nicht, da Birger Jarl in 2. Ehe mit der Witwe des dänischen Königs Abel verheiratet war. Håkon erhob 1253 Anspruch auf Halland und verfolgte diesen 1256 auch militärisch. Aber nach einem Vergleich zwischen Birger Jarl und König Christoffer im Jahre 1257 zog er es vor, ebenfalls mit dem dänischen König Frieden zu schließen. Um diese Zeit wechselte er wohl die Strategie und arbeitete an einer Ehe zwischen seinem Sohn Magnus und Ingeborg, der Tochter Erik Plogpennings. Sie kam 1261 zustande, 1 Jahr nachdem der Sohn Birger Jarls, König Waldemar von Schweden Ingeborgs Schwester Sophie geheiratet hatte. Diese beiden und zwei unverheiratete Schwestern waren Erben von bedeutenden Ländereien in Dänemark, was Gelegenheit zur politischen Einmischung in Dänemark eröffnete. Die Ausweitung des norwegischen Einflusses nach Osten und Westen war fester Bestandteil seiner Außenpolitik.
In den 1260er Jahren unternahm es der König, ein neues Thronfolgegesetz zu erlassen, denn er hatte zwei Söhne. Das war deshalb schwierig, weil die Aristokratie sich nicht vom gemeinschaftlichen Königtum aller Söhne trennen wollte. Seitens der Kirche wurde die Nachfolge des Ältesten Sohnes favorisiert. Das Problem löste sich, als 1257 Håkon der Junge starb. Im gleichen Jahr wurde Magnus zum Nachfolger im Königtum bestimmt. Der Gesetzgebungsweg zum Ein-Königtum war frei. Das neue Gesetz wurde 1260 erlassen. Damit wurde die alte Königshuldigung mit einer gewissen Mitbestimmung der Thing-Teilnehmer über die Königswürde zur reinen Zeremonie. Die maßgebliche politische Theorie am Hofe war, dass Gott selbst ohne menschliche Mitwirkung (auch nicht der Kirche) den König bestimmen solle. Seine Wahl manifestierte sich im Thronfolgerecht.
Auch die Gesetzgebung selbst änderte sich grundlegend: War früher das Gesetzes-Thing das Gesetzgebungsorgan und der König nur beratendes Mitglied, so erließ nunmehr der König das Gesetz und ließ es schriftlich fixieren. Das Gesetzes-Thing hatte nur noch zuzustimmen. Mit seinem Gesetz, mit dem er das bisherige Recht erweiterte und änderte, setzte die große Rechtsreform ein, die unter Magnus Lagabøte ihren Höhepunkt erhalten sollte. Zu dieser Zeit gab es erst zwei Gesetze, die für ein ganzes Reich einheitlich in Kraft waren: Das war zum einen das römisch-rechtlich inspirierte Reichsgesetz für das Königreich Sizilien von Kaiser Friedrich II. aus dem Jahre 1231, zum anderen das Gesetzbuch für Kastilien von Alfons X. In diesem Zusammenhang ist bemerkenswert, dass die Tochter Håkon Håkonssons Kristin 1258 den Bruder des Königs Alfons X. von Kastilien heiratete, der als Erster ein für sein gesamtes Reich geltendes Gesetzbuch geschaffen hatte, wenn es sich auch erst 1501 allgemein durchsetzte.
Im Jahre 1262 schlossen die Isländer einen Vertrag (gamli sáttmáli = der alte Vertrag) mit König Håkon über seine Königsherrschaft und Steuern. Damit wurde Håkon der König Islands, eines formal immer noch freien Landes mit bestimmten Berechtigungen und Pflichten.
Als 1262 die Schotten die Orkneys angriffen, fuhr er 1263 nach allgemeiner Mobilmachung mit einer großen Flotte von Bergen über die Shetlands im August nach Schottland. Nach einer unentschieden ausgegangenen Schlacht bei Largs mit den Schotten zog er sich für den Winter auf die Orkneys zurück, erkrankte dort und starb am 15. Dezember 1263. Das Unternehmen zeigte, dass die Herrschaft über Schottland nicht länger aufrechterhalten werden konnte.

## Magnus Håkonsson
Magnus Håkonsson Lagabøte (der Gesetzesverbesserer) trat nach der Nachricht vom Tode seines Vaters sofort die Regierung an. Er brach mit der Expansionspolitik seines Vaters und leitete Verhandlungen mit Alexander III. von Schottland ein. Das Ergebnis im Frieden von Perth von 1266 war, dass die Insel Man und die Hebriden für eine Einmalzahlung von 4000 und einer jährlichen Zahlung von 100 Mark Sterling an Schottland abgetreten wurden. Angeblich waren die 100 Mark die Hälfte der norwegischen Einnahmen von den beiden Kolonien. Dafür erkannte Schottland die Oberhoheit Norwegens über die Shetlands und Orkneys an. Vorausgegangen war 1223 ein Handelsvertrag mit England. Dieser Handel litt schwer unter dem Krieg mit Schottland, weshalb die englischen Kaufleute auf den Frieden drängten. 1264 hatte König Heinrich III. von England eine Verlängerung des Handelsvertrages von 1223 davon abhängig gemacht, dass ein Frieden zustande käme. 1269 wurde der Handelsvertrag zu gegenseitigem Freihandel erweitert. Das Verhältnis zu England war bestens, während das zu Schottland getrübt war, weil die schottische Regierung 1270 die vereinbarten Zahlungen einstellte. Gleichwohl bemühte er sich gegen Ende seines Lebens auch hier um eine Verbesserung der Beziehungen. So kam es zu einer Heirat zwischen seinem Sohn und Thronerben Erik und der Tochter Alexanders III. Margarete (* 28. Februar 1260; † 9. April 1283).
Sein Verhältnis zum schwedischen König Waldemar Birgerson war gut, und sie trafen sich hin und wieder an der gemeinsamen Grenze. In den 1270er Jahren kam es in Schweden aber zu Thronstreitigkeiten, bei denen König Magnus ohne Erfolg zu Gunsten von Waldemar zu vermitteln suchte. Dessen Bruder Magnus Ladulås wurde mit Unterstützung des dänischen Königs Erik Klipping König von Schweden.
Während seiner Regierungszeit kam es 1272 zu einem Großbrand in Stavanger.
Seine einschneidendste Leistung war die große Gesetzesrevision. Statt der vielen Einzelrechte in den einzelnen Landschaften ließ er im Anschluss an seinen Vater ein einheitliches Recht für sein ganzes Reich schaffen. Im Wesentlichen waren das zwei Gesetze, das landskapslov und das bylov, je ein Gesetz für den ländlichen Raum und für die Stadt. An diesem Gesetz wirkten auch isländische Gelehrte mit. Da das Gesetz in der ursprünglichen Fassung vom isländischen Allthing nicht angenommen wurde, musste es überarbeitet werden, bis es 1280 als Jónsbók in Kraft treten konnte. In einem neuen hirdskrá wurden auch die Pflichten und Privilegien der Aristokratie neu definiert. Der entscheidende Unterschied zur späteren Gesetzgebung des sogenannten “frühmodernen Staates” besteht darin, dass hier der König seine Legitimation zur Gesetzgebung mit der Wiederherstellung des alten idealen Rechtszustandes herleitete und herleiten musste. Die Setzung neuen positiven Rechts, wie es später die alle Lebensbereiche umfassende Policey-Gesetzgebung erforderte, war damals noch nicht möglich. Aber die Tatsache, dass “Wiederauffinden” und “Wiederherstellen” eines alten Rechtszustandes eigentlich nur noch Fassade war, zeigt schon die künftige Entwicklung der Rechtsordnung an. Als er allerdings auch in die Rechtsverhältnisse der Kirche eingriff, traf er auf den Widerstand Erzbischof Jon Raude. Das führte zu langwierigen Auseinandersetzungen zwischen Staat und Kirche, die dann 1277 in Tønsberg mit einem Vergleich beigelegt wurden.
1273 gab er seinem ältesten Sohn und Nachfolger Erik selbst den Königstitel und dem zweitgeborenen Håkon den Herzogstitel. Außerdem kam es zu einer Grenzfestlegung mit Schweden bei Bohuslän.
Die norddeutschen Kaufleute beklagten sich, dass sie im Stadtrecht den Inländern gleichgestellt seien. Außerdem hätten sie in der Praxis nicht die gleiche Rechtssicherheit wie die Inländer aufgrund der neuen Gesetze. Daraufhin gewährte er deutschsprechenden Kaufleuten ab 1278 eine weitgehende Immunität. Dies war der erste Schritt zum Sonderrecht für die Hanseaten. Ein wichtiges Sonderrecht war das Bergerecht für in Norwegen gestrandete Hanseschiffe, die Befreiung von der Pflicht zur Nachtwache im Hafen und der Pflicht zur Hilfeleistung beim Aufslippen von Schiffen.
Seine Frau Ingeborg war die Tochter von König Erik Plogpenning von Dänemark. Nach dessen Ermordung kam es zu weiteren Machtkämpfen in Dänemark, bei denen es auch um das Erbrecht seiner Frau ging, aber er verstand es, Norwegen aus diesen Auseinandersetzungen herauszuhalten. Gleichwohl isolierte den norwegischen König, dass er beim schwedischen Thronstreit den unterlegenen Waldemar unterstützt hatte, trotz seiner Ansprüche auf das Erbe seiner Frau, mit dem er sich an die Oppositionskreise in Dänemark wenden konnte.
Als weitere Neuerung wurde nun ein Apparat für die Diplomatie aufgebaut. Das förderte die Stellung sprachgewandter und gebildeter Leute, die durch ihre diplomatischen Missionen auch verstärkt in fremde Länder und Sitten Einblick erhielten. Viele solche Gesandten, Bischöfe und Kanoniker, sind bekannt. Besonders zahlreich waren die Mitglieder von Bettelorden vertreten. Aber die Mehrzahl stellten weltliche Personen, die bei entsprechendem Geschick in der Hierarchie aufsteigen konnten. Der bedeutendste der Spezialisten war Lodin Lepp, der die Schwester des Königs Kristine 1258 nach Kastilien begleitet hatte, als sie Philipp, den Bruder von Alfons X. von Kastilien, heiraten sollte. Lodin Lepp reiste auch 1262 im Auftrag des Königs mit Jagdfalken und anderen Geschenken zu Kalif Muhammad I. al-Mustansir von Tunis. Auch nach Ägypten wurde er gesandt. 1280 ging er nach Island, um das Jónsbók auf dem Allthing annehmen zu lassen und den Huldigungseid für den Thronfolger Erik Magnusson entgegenzunehmen. Sein Besitz lag auf Bryggen in Bergen.
Die militärische Macht des Königs beruhte wie bei seinen Vorgängern auf der allgemeinen Wehrpflicht und der allgemeinen Pflicht, Schiffe zu unterhalten und auszurüsten („Leidangsplikt“). Die Schwachstelle dieser Organisation war aber, dass die Mannschaften schlecht ausgebildet waren. Auch die Disziplin ließ zu wünschen übrig, wenn zum Heerzug aufgerufen wurde oder die Operation zu weit von der Heimat entfernt stattfand. Das hatte sich bereits auf dem Kriegszug seines Vaters nach Schottland gezeigt. Daher schuf er eine Art Berufsheer mit circa 1.200 Mann, indem er seinen Gefolgsleuten aufgab, je nach Vermögen und Stellung eine bestimmte Anzahl von wohlausgerüsteten Männern immer für drei Monate zur Verfügung zu stellen. Das waren zwar nicht viele, aber sie waren sehr schnell zu mobilisieren und konnten im Ernstfall auch schnell aufgestockt werden. Es entstand eine neue Gesellschaftsklasse, der Berufssoldat. Außerdem strukturierte er die Heerespflicht neu: Zunächst wurde sie von 2 auf 3 Monate erweitert. Dann wurde die Ausrüstung nach dem Vermögen gestaffelt: Wer über seine Kleidung hinaus 6 Mark besaß, musste einen solideren Schild haben. Wer über 12 Mark besaß, musste einen noch besseren Schild haben und dazu einen Stahlhelm. Bei einem Vermögen über 18 Mark wurde ein “Panzer” gefordert, einen dicken Wams aus Leder oder ausgestopftem Leinen oder eine Ringbrünne. Für höhere Ränge im Gefolge gab es weitere Anforderungen. Zu seinen Lebzeiten dürfte diese Spezialtruppe keine besondere Bedeutung gehabt haben, aber sie gewann an Bedeutung unter seinen Nachfolgern.
Er starb 1280. Sein Nachfolger war Erik II.

## Erik II. Magnusson
Als Magnus lagabøte im Mai 1280 starb, war sein Sohn Erik erst 12 Jahre alt. Er stand unter der Vormundschaft von einem Kreis der Hocharistokratie unter der Leitung von Lodin Lepp. Dieser Kreis wurde erstmals “Königlicher Rat” genannt. Aber ebenso standen tonangebend der größte Großgrundbesitzer des Landes Bjarne Erlingsson und Audun Hugleiksson, einer der kundigsten Mitarbeiter im Gesetzgebungsverfahren von Magnus lagabøte im Rat ganz vorne. Auch der Königinwitwe Ingeborg wird eine zentrale Rolle in der Regierung zugeschrieben. Eriks jüngerer Bruder Håkon übernahm 1284 das ihm zugestandene Herzogtum bestehend aus Oppland, dem Oslogebiet, Ryfylke, möglicherweise auch Agder, den Färöern und den Shetlands. Dort übte er uneingeschränkte Regierungsgewalt aus.
Der Reichsrat brach vollständig mit der politischen Linie des verstorbenen Königs. Er ging wieder auf Konfrontationskurs gegen die Kirche und kehrte zu einer aggressiven Außenpolitik zurück. Er nahm die antidänische Politik wieder auf und suchte auch den Einfluss der Hanse zurückzudrängen. Dafür wurden die guten Beziehungen zu England und Schottland ausgebaut. Als die norddeutschen Handelsstädte 1284 mit einer Blockade drohten, gelang es dem Rat, mit König Edward I. von England eine Verlängerung des Friedens- und Handelsvertrages von 1269 zu vereinbaren. Trotz aller Anstrengungen gelang es den Hansestädten nicht, Edward zum Bruch des Abkommens zu bewegen. Die Verbindung mit Schottland wurde durch die Ehe mit der sieben Jahre älteren Königstochter Margarete im Jahre 1281 gefestigt. Sie brachte eine Mitgift von 14.000 Mark Silber mit in die Ehe. Darüber hinaus wurden die schottischen Zahlungen für die Insel Man und die Hebriden wieder aufgenommen.
Im Ehekontrakt, 1281 in Roxburgh aufgesetzt, wurde außerdem festgelegt, dass Margarete und ihre Kinder, die sie mit König Erik haben würde, die schottische Königskrone erben sollten, falls ihr Vater Alexander III. ohne männliche Erben sterben sollte. Als Alexander 1286 tödlich verunglückte, waren alle seine Kinder, auch Margarete, bereits vorher verstorben. Aber er hatte eine Enkelin, die seine Tochter Margarete mit König Erik bekommen hatte und die ebenfalls Margarete hieß. Diese 3-jährige Margarete (The Maid of Norway) war nun die nächste Thronanwärterin. In dieser Situation übernahm der englische König Edward I. die dreiseitigen Verhandlungen zwischen England, Schottland und Norwegen mit dem Ziel, eine Ehe Margaretes mit dem englischen Thronfolger zu erreichen, so dass Schottland in eine Personalunion mit England gebracht werden konnte. Margarete wurde 1290 von Norwegen nach Westen gebracht, starb aber im gleichen Jahr auf den Orkneys.
Bergens Stadtverwaltung hatte Vorschriften erlassen, die den Ausverkauf von Grundbesitz an überwinternde fremde Kaufleute verhindern sollten. Der Reichsrat stellte sich 1282 hinter diese Bestrebungen Bergens mit unvorhergesehenen Konsequenzen: Die norddeutschen Territorialfürsten und die Nord- und Ostseestädte mit Lübeck an der Spitze machten Front gegen Norwegen. Der dänische König Erik Klipping schloss sich an. 1285 sperrten die wendischen Städte den Øresund. Da war der Reichsrat zu Verhandlungen gezwungen. Der Streit wurde im Herbst 1285 durch den Schiedsspruch König Waldemar Birgerssons von Schweden in Kalmar beigelegt. In dem Kalmar-Schiedsspruch wurde Norwegen eine Zahlung von 6 000 Mark Silber auferlegt. Die deutschen Städte erhielten das Recht zu freiem Handel in den norwegischen Städten und Marktplätzen, den Einheimischen gleichgestellt. Das entsprach dem Gleichstellungsprinzip des schon vorher geltenden Stadtrechts. Nach diesen Ereignissen betrieb Erik eine der Hanse entgegenkommende Politik, was 1294 durch einen umfassenden Privilegienbrief des Königs zusammen mit seinem Bruder Håkon für eine Reihe von Ost- und Nordsee-Städte dokumentiert wurde. Die ausländischen Kaufleute bekamen den freien Handel in den Städten und Märkten an der Küste bestätigt, durften aber nicht Waren ins Landesinnere transportieren. Auch blieb es wie vorher untersagt, nördlich von Bergen zu fahren. Aber die deutschen Kaufleute waren in höherem Maße als früher von den öffentlichen Pflichten in den Häfen freigestellt.
Dieser Kalmar-Schiedsspruch führte zu einem Separatfrieden zwischen Norwegen und den norddeutschen Städten, in den Dänemark nicht einbezogen war und der im Widerspruch zu deren Beistandspakt stand. Das nützte die norwegische Regierung, die antidänische Politik Håkon Håkonssons wieder aufzugreifen und den Erbanspruch der Tochter von Erik Plogpenning geltend zu machen. Dafür war der Freibeuter Alv Erlingsson geeignet. Er wurde 1286 zum Jarl ernannt und sollte die Rüstung gegen Dänemark leiten. Er erhielt auch Geld von König Edward von England und die Erlaubnis, in englischen Häfen Kriegsvolk anzuwerben.

Nach dem Mord an König Erik Klipping im November 1286 wurde eine Anzahl dänischer Adelsleute, die schon vorher in Opposition zum König gestanden hatten, beschuldigt, hinter dem Anschlag gesteckt zu haben. Sie wurden pauschal in die Verbannung geschickt und fanden eine sichere Zuflucht in Norwegen.

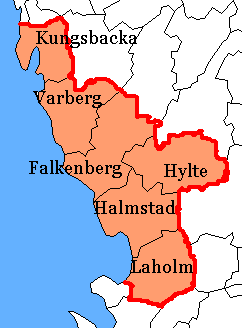
Halland

 An ihrer Spitze standen Graf Jakob von Nord-Halland und der Offizier Stig Andersen Hvide. Halland zu gewinnen war für Norwegen seit langem ein Hauptziel. 1289 begann Erik den Krieg gegen Dänemark mit einem großen Schiffsaufgebot in dänischen Gewässern und mit den Asylanten im Gefolge. 1290 begann der zweite Heerzug, und Stig Andersen gelang es, sich im Kattegat festzusetzen. Er ließ auf der Insel Hjelm (Südküste von Randers) eine Befestigung bauen. Gleichzeitig errichtete Graf Jakob eine Befestigung Hunehals in Nord-Halland. Beide Burgen wurden als norwegischer Kronbesitz betrachtet und lagen strategisch günstig für weitere Heerzüge. Graf Jacob baute noch die Varberg-Festung im südlichen Halland und erhielt mit den anderen Verbannten die norwegische Burg Ragnhildarholm bei Konghelle. Diese Burgen waren mit der damaligen Kriegstechnik praktisch uneinnehmbar und ermöglichten eine Verkehrskontrolle über die Schifffahrt von der Ostsee durch das Kattegat.
Der norwegische Reichsrat konzentrierte sich nun auf die Unterstützung der dänischen Opposition gegen Erik Menved, den Sohn und Nachfolger Erik Klippings. Nach den nächsten Kriegszügen 1293 und 1295 bot König Erik von Dänemark Vergleichsverhandlungen an, die im Herbst 1295 mit einem Waffenstillstand in Hindsgavl auf Fünen endeten. König Erik von Norwegen und sein Bruder erhielten freie Verfügungsgewalt über die in Dänemark von der Mutter geerbten Güter, und die Verbannten erhielten ihren Besitz wieder. Der Waffenstillstand wurde später erneuert und währte bis in die Regierungszeit Håkons V.
1292 wurde die schottische Thronfolgefrage verhandelt. Dazu kamen norwegische Gesandte, die König Eriks Anspruch auf den schottischen Thron nach seiner Tochter zusammen mit der noch ausstehenden Mitgift zur Geltung brachten. Allerdings handelte es sich nur um Verhandlungsmasse für weitgehende finanzielle Forderungen. Gleichzeitig wurde über eine Ehe zwischen König Erik und Isabella, Enkelin von Robert Bruce, einer von den aktuellen Thronkandidaten verhandelt. Die Ehe wurde 1296 geschlossen, den Thron erhielt allerdings John Balliol, und König Erik musste sich mit der Mitgift seiner verstorbenen Frau begnügen. König Edward unterstützte die Belange Norwegens nur mäßig, sowohl was die Thronfolge anbetraf, als auch die Forderungen aus dem Verkauf der Hebriden und der Insel Man an Schottland. Das führte zu einer Änderung der norwegischen Außenpolitik.
1295 war der norwegische Gesandte Audun Hugleiksson am französischen Hof König Philipps des Schönen, der sich im Krieg mit England befand und König Balliol von Schottland in seiner Selbständigkeitspolitik unterstützte. Der Gesandte versprach, Philipp bis zu 300 Schiffe und 50.000 Mann für 3 Monate gegen eine Zahlung von 30.000 Pfund Sterling (= 45.000 Mark) zur Verfügung zu stellen. Ein solches norwegisches Aufgebot war völlig illusorisch. Doch er bekam 6.000 Mark Vorschuss. Die norwegische Militärhilfe kam aber nicht zum Zuge, da Edward 1296 die Herrschaft über Schottland gewann und König Philipp 1297 Frieden mit England schloss. Bei dieser Gelegenheit bahnte Audun eine Heirat zwischen dem Bruder des Königs Håkon und Isabella von Joigny, einer Verwandten der französischen Königin (sie hatten beide Hugo IV. von Burgund als gemeinsamen Großvater) an. Daraus wurde aber nichts. 1296 versuchte er das Gleiche mit einer anderen französischen Grafentochter. Auch diese Heirat kam nicht zustande. Audun scheint zwar in Staatsorganisation und Gesetzgebung sehr sachkundig, politisch aber ein bisschen Hasardeur gewesen zu sein, der Herzog Håkon sehr missfiel. Sein völlig überzogenes Hilfsangebot an Philipp den Schönen legt das nahe. Kaum war König Erik gestorben und hatte Håkon die Nachfolge angetreten, fiel er in Ungnade und wurde zum Tode durch Erhängen verurteilt. Die Gründe sind nie bekannt geworden. Möglicherweise hatten sie etwas mit dem Privatleben Håkons zu tun und waren diesem peinlich. Die Art der Todesstrafe lässt jedenfalls auf ein Verbrechen gegen den König schließen.
Die norwegisch-schottisch-englische Politik war ein Fehlschlag. Nur gegenüber Dänemark war ein gewisser Erfolg zu verzeichnen. Die ständigen Rüstungsanstrengungen überstrapazierten den norwegischen Haushalt und die Einnahmen, so dass 1285 akuter Geldmangel eintrat.
Am 13. Juli 1299 starb König Erik und sein Bruder Håkon trat am 10. August die Nachfolge an.

## Håkon Magnusson
Håkon Magnusson wurde mit seiner Frau Eufemia am 1. November 1299 zum König gekrönt. Die erste spektakuläre Maßnahme des neuen Königs war die Inhaftierung Audun Hugleikssons. Dies war ein Teil einer Art Säuberungsaktion am königlichen Hof. Was Audun vorgeworfen wurde, ist nicht überliefert. Er wurde 1302 zum Tode verurteilt und hingerichtet. Offenbar hatte Håkon während seiner Zeit als Herzog beobachtet, wie der Reichsrat als Vormund seines Bruders und als späteres Beratungsgremium seine Kompetenzen auf Kosten des Königs überschritten hatte. Er war ein rastloser Organisator und drückte seinem Hof ganz seinen persönlichen Stempel auf. Sein besonderes Augenmerk richtete er auf die Machtstellung des Reichsrates. So sind seine wichtigsten Gesetze: 1. Das Thronfolgegesetz von 1302. Es regelte zugleich die Kompetenzen einer vormundschaftlichen Regierung und sollte „den unerhörten Schaden, den das Reich während unserer Kindheit erlitten hat“, künftig verhindern. 2. Seine neue Verwaltungs- und Hofordnung von 1308. Sie führte er zurück auf den „Unternehmungsgeist verschiedener Männer, den diese gegen unsere Untertanen während unserer Kindheit entfaltet haben“.

### Veränderungen im Staatswesen unter den Söhnen von Magnus lagabæitir
Nach dem Tode von Magnus lagabøte setzten starke institutionelle Veränderungen in der Reichsregierung ein. Zunächst trat der Reichsrat in den Vordergrund, wenn auch als Vormund für König Eirik. Aber er blieb als ratgebende Institution auch später an seiner Seite. “Des Königs Rat” tritt in den Quellen erstmals als selbständiges Regierungsorgan auf. Hier macht sich der Einfluss aus dem übrigen Europa des 13. Jahrhunderts bemerkbar. Auch dort entstand eine deutliche Institutionalisierung des “Rates”. In England und Sizilien geschah dies in der ersten Hälfte des Jahrhunderts, in Deutschland, Frankreich und Spanien in der zweiten Hälfte. Diese Entwicklung setzte 1280 auch in Norwegen ein. Sie ist auf Einflüsse aus dem übrigen Europa zurückzuführen und lief parallel mit dem Entstehen des Domkapitels und der städtischen Ratsverfassung.
Der norwegische Reichsrat war in hohem Maße eine Institution des Königs. Er trat in dessen Namen auf und betonte dessen Souveränität. Typisch für diese Entwicklung ist die Episode, in der Lodin Lepp als Gesandter des Reichsrates nach Island reiste und dort das neue Gesetzbuch des Königs Jónsbók zur Annahme vorlegte: Auf dem Allthing 1281 lehnte er die verschiedenen Änderungswünsche der Isländer rundweg mit dem Hinweis auf die alleinige Gesetzgebungsgewalt des Königs ab. In der isländischen Biskop-Arne-Saga heißt es, dass er wütend darüber gewesen sei, dass die isländischen Bauern sich für so mächtig hielten, dass sie glaubten, Gesetze erlassen zu können, wo dies doch allein dem König zustand. Er konnte sich allenfalls vorstellen, dass sie zuerst das Gesetz annähmen und später den König und seinen Rat bäten, einige für notwendig erachtete Änderungen vorzunehmen. Hier sieht man eine Gesetzgebungsideologie, die das Allthing nur noch als Zustimmungsinstanz ansah. Nach dem Krönungseid von 1260 und 1273 sollte der König die Gesetze mit dem Rat guter Männer ergänzen. In den Tagen Håkon Håkonssons und Magnus lagabøtes war der Rat guter Männer noch der Reichstag. Aber 1280 kam es zu einer großen Gesetzesnovellierung durch den Reichsrat, worin diese Rolle auf den Reichsrat verlagert wurde. Der König war nicht Alleinherrscher, vielmehr wurde die Macht wie auf dem Kontinent in Form der “konsensualen Herrschaft” ausgeübt. Dieses neue Gesetz wurde den verschiedenen Thingversammlungen vorgelegt. Es gibt keinen Hinweis darauf, dass diese es hätten förmlich annehmen müssen. Es scheint sich um eine einseitige Verkündung gehandelt zu haben. Der Rechtssetzungsstil änderte sich grundlegend. Die Zeit der großen Gesetzeswerke war vorüber und wurde durch eine Fülle königlicher Verordnungen (skipane) abgelöst. Anfangs waren einige Gesetzesverbesserungen von Landslov und Bylov im eigentlichen Sinne. Andere änderten auch die Verwaltung. Alle diese neuen Vorschriften wurden auf den Gesetzes-Thingversammlungen verkündet. Daher standen der Reichsrat und der König auch hinter den städtischen Verordnungen Bergens von 1282, die den Krieg mit den nord- und ostdeutschen Hansestädten verursachten. Die Gesetzes-Thingversammlung büßte ihre Funktion ein, und die letzte der alten Form fand 1302 zur Verabschiedung eines Thronfolgegesetzes statt.
1308 erließ König Håkon Magnusson eine umfassende Novelle des Staats- und Verwaltungsrechts. Darin ging es vor allem darum, für die Zukunft die Ausdehnung der Adelsgewalt und ihren Selbstbedienungsmissbrauch zu verhindern, der offenbar besonders während der Vormundschaft über den minderjährigen König Erik eingerissen war. Die selbstherrliche Adelspolitik sollte unterbunden, die Zentralregierung und deren Kontrolle sollten gestärkt werden. Künftig durften keine neuen Lendmenn und Jarle als die Königssöhne und Orkney-Jarle ernannt werden. Der König wollte auf diese Weise die Zusammensetzung seines Hofapparates mit neu ernannten Hofbeamten selbst steuern. Alle Regierungsbezirke (Syssel) wurden auf neue Personen übertragen, auf die er einen besseren Zugriff hatte. Deren Amtsführung sollte von zwei Männern aus dem engeren Kreis des Reichsrates überwacht werden. Sie sollten jedes Jahr das Drittel des Reiches inspizieren, in das der König nicht selbst kam. Außerdem widerrief er alle großen und feierlichen Königsbriefe, um die so ausgestellten Privilegien und Gerechtigkeiten auf ihre gegenwärtige Berechtigung überprüfen zu können.
Die praktische Wirkung dieser großen Verwaltungsnovelle von 1308 ist sehr umstritten. Denn es fehlte doch einiges, um seine gesetzgeberischen Ziele zu erreichen. Aber es war ein erster Schritt zur Verhinderung von Machtmissbrauch. Immerhin lässt sich erkennen, dass er seinen Willen in der Zusammensetzung seines Reichsrates durchzusetzen vermochte. Einige Mitglieder übernahm er von seinem Bruder, z. B. Bjarne Erlingsson, aber sein engster Stab bestand im Wesentlichen aus seinen Ratgebern aus seiner eignen Herzogszeit. Dabei wählte er seine Mitarbeiter mehr nach ihrer Ausbildung, ihrer Tüchtigkeit und ihrer Zuverlässigkeit, als nach ihrer gesellschaftlichen Stellung und ihrem Reichtum aus. Mit einer solchen Personalpolitik trat eine gewisse Professionalisierung der Regierung ein. Solche Leute waren auch seine geistlichen Kanzler, Åke und Ivar Olafsson. Mit ihnen begann er eine neue Organisation der Kirche. Er gründete viele neue königliche Kirchen, von denen er die Einnahmen erhielt, besonders von der Maria-Kirche in Oslo. Dabei schuf er viele geistliche Stellen und Ämter. Er erhielt die päpstliche Erlaubnis, seine Kapellen in gewissem Maße losgelöst von den Bischofskirchen unter Leitung eines Kapellan (Kapellmagister) zu errichten. Es entstanden 14 königliche Kapellen im Lande, davon vier mit einem Priesterkollegium: Die Apostelkirche in Bergen, die Mariakirche in Oslo, die Olavskirche auf Avaldsnes und die Michaelskirche auf Tønsberghus. In den Geistlichen dieser Kapellen fand der König zuverlässigere Mitarbeiter als es die übrigen Geistlichen waren.
Diese Reformmaßnahmen haben Ähnlichkeit mit entsprechenden Maßnahmen Edwards I. von England und vor allem Philipps IV. von Frankreich, so dass der Einfluss von dort nicht unwahrscheinlich ist.
Das Ergebnis dieser organisatorischen Neuerungen war eine horizontale Schichtung der Verwaltung in eine zentrale Königsverwaltung und eine regionalisierte untere Verwaltungsstufe. Der ausgedehnte Schriftgebrauch und die Organisation seiner Gefolgschaft ermöglichte eine engere Verzahnung und Kontrolle der Verwaltungsstufen, so dass der König nicht immer alle Landesteile bereisen musste. In den vier größten Städten Oslo, Tønsberg, Bergen und Trondheim saßen eigene Schatzmeister, die für die Steuereintreibung zuständig waren. Die obersten Ämter bei Hofe waren der Hofmarschall (stallare), der Bannerträger (merkesmann), der Schatzmeister (fehirde) und der Truchsess (drottsete). Ihnen vorgeordnet war der Kanzler. Daneben gab es als Regierungsorgan noch den Reichstag und auf der unteren Ebene die Provinziallandtage. Der Reichstag entsprach dem Danehof in Dänemark und den Herrentagen in Schweden. Auf dem Festland entwickelten sich Parlamente und Ständeversammlungen.
Ein weiteres Ergebnis war, dass aus Norwegen ein Staat im heutigen Sinne wurde, obgleich es diesen Begriff noch nicht gab. Stattdessen taucht in diesem Sinne der Ausdruck Norges konges Rige auf, also das Reich des norwegischen Königs. Dort wohnten nun Norweger als Staatsvolk, das in der königlichen Regierung ein selbständiges und souveränes Gewaltmonopol hatte.
Aber die ökonomische Grundlage dieses Staates war schwach. Die kirchlichen Institutionen hielten ca. 40 % des Grundvermögens, der König etwa 7 %. Die staatliche Steuer konnte sich bei weitem nicht mit dem kirchlichen Zehnten messen. Die staatlichen Einnahmen aus Bußen, Steuern, Zollabgaben und Abgaben von den Kronbesitzungen waren verhältnismäßig bescheiden. Das hängt auch mit der geringen Bevölkerungsdichte zusammen. Eine engagierte mit Kosten verbundene Außenpolitik war damit nicht zu leisten. Das zeigten die Folgen des Kalmar-Schiedsspruches von 1285, der praktisch zum Staatsbankrott führte. Dass das Staatswesen bei dieser Mittelknappheit überhaupt funktionierte, ist im Wesentlichen dem ehrenamtlichen Einsatz der Bevölkerung und der Nachbarschaftshilfe zuzuschreiben. Die Regierung überließ die Erfüllung öffentlicher Aufgaben in hohem Maße dem Engagement der örtlichen Bevölkerung, was auch später die öffentliche Verwaltung prägen sollte.

### Veränderungen im Verhältnis Staat – Kirche
1280 kam es auch zu einem neuerlichen Konflikt mit der Kirche. Erzbischof Jon Raude hatte ein Provinzialkonzil einberufen. Er strebte danach, die kirchliche Gesetzgebung über das geistliche Gebiet hinaus auch auf weltliche Gebiete zu erstrecken. Als König Magnus starb, spitzte sich der Konflikt rasch zu. Der Reichsrat setzte nämlich sofort eine Ergänzung zum Landskapslov in Gang, welches in die kirchliche Gesetzgebungsmaterie eingriff. Der Erzbischof suchte seine Mitwirkung an der Krönung des jungen Königs davon abhängig zu machen, dass die kirchenfeindlichen Vorschriften unterblieben. So wurde auch der Eid des Königs entsprechend formuliert. Als die Krönung mit dem Bischof erfolgt war, wurde die Ergänzung gleichwohl in Kraft gesetzt. Daraufhin drohte der Bischof mit dem Kirchenbann. Beide Parteien wandten sich an den Papst. Man blieb aber weiterhin gesprächsbereit, und der Bischof krönte die Königin nach der Hochzeit mit Erik. Aber sein Verhältnis zum Reichsrat wurde immer gespannter. Als der Bischof nach der Hochzeit abreiste, widerrief der Reichsrat das dem Bischof zugestandene Münzrecht. Damit steigerte sich der Zwist in unversöhnliche Formen. 1282 musste der Erzbischof zusammen mit den Bischöfen von Oslo und Hamar das Reich verlassen. Er starb am Jahresende in Skara in Schweden. Der konsequente und zielstrebige Kampf des Reichsrates gegen die Kirche im Namen des Königs bezog sich auf drei Gebiete: Zum einen wollte er die ökonomischen Ressourcen der Geistlichkeit beschneiden. Daher verbot er kirchliche Abgaben, die nach 1277 eingeführt waren. Auch wurde die kirchliche Gerichtsbarkeit nach dem Vergleich von 1277 beschnitten. Zum Dritten beschränkte der Rat die Rechtssetzungsgewalt des Erzbischofs. In der Gesetzesnovelle von 1280 wurden alle Gesetzesausgaben für Christenrecht, die nach 1277 erschienen waren, aufgehoben. Der Tod des Erzbischofs beendete den kirchlichen Widerstand und führte zum Vergleich von 1283. Die Kirche wurde wieder auf den Rechtszustand von 1277 zurückgesetzt.

### Politische Veränderungen
König Magnus setzte sich von der Politik seines Bruders teilweise ab. Als er an die Regierung kam, hatten die Hanseaten den größten Teil des expandierenden norwegischen Außenhandels besonders im Groß- und Einzelhandel in Bergen, Tønsberg und Oslo. übernommen. Sie versuchten unter Missachtung der Privilegien von 1294 diese Position auch auf die innernorwegischen Distrikte auszudehnen. Håkon nahm daher die Politik Bergens für die Begrenzung des Handels von 1282 wieder auf (siehe oben unter Erik II. Magnusson). Er versuchte, den Handel wieder auf die Städte zu konzentrieren und die Ausländer dort einzudämmen. So kam es zum Erlass von 1299, der den Ausländern den Einzelhandel in den Distrikten untersagte. Das wurde im Erlass von 1302 noch einmal betont. Ausländer mussten ihre Waren in den Städten an dortige Zwischenhändler verkaufen und durften keinen Handel nördlich von Bergen treiben. In Bergen war es Ausländern außerdem verboten, Waren vor Ort aufzukaufen, um sie bei Versorgungsmangel im Ort wieder zu verkaufen. Das größte Problem bei der Durchsetzung dieser Regelungen waren die ausländischen Kaufleute, die in auf Bryggen in Bergen überwinterten. Zeitweise wurde ihnen am Anfang der Regierungszeit Håkons daher die Überwinterung in Bergen überhaupt verboten, 1316 wurde das Verbleiben auf 1 Jahr begrenzt. Aber diese Regelungen ließen sich gegen die alteingesessenen ausländischen Handelshäuser kaum durchsetzen. So bekamen sie die Erlaubnis, ihre Waren auch außerhalb der Schifffahrtssaison zu verkaufen, allerdings nur an namentlich benannte einheimische Zwischenhändler. Ausländische Saisonkaufleute durften gar nur 6 Wochen lang ihre Waren verkaufen. Allerdings wurden diese Bestimmungen später abgemildert. Aber auch der norwegische Außenhandel wurde durch Exportzölle für ausländische Exporteure geschützt. Ausländische Schiffe, die norwegische Häfen anliefen, mussten ab 1294 ein skipspund = 160 kg Korn bezahlen. Während der kontinentalen Hungerjahre 1315 und 1316 verbot der König den Export von Butter, Klippfisch und Stockfisch für ausländische Exporteure, die kein Getreide nach Norwegen brachten. Die nationale Handelspolitik brach also mit der Gleichstellung der aus- und inländischen Kaufleute. In den ersten Jahren des 14. Jahrhunderts erhielten Lübeck und die wendischen Städte allerdings ihre Privilegien zurück, um sie im norwegisch-dänischen Konflikt Norwegen gewogen zu machen.
Grundsätzlich blieb aber diese Politik der Abschottung die Grundlinie der norwegischen Handelspolitik während des gesamten Mittelalters.

Außenpolitisch führte Håkon die Politik seines Vaters und Bruders fort, sich größeren Einfluss in Dänemark zu verschaffen. So verbündete er sich mit der dortigen Opposition gegen König Erik Menved. Halland war dabei wie früher auch das Hauptinteressengebiet. Dazu suchte er wie seine Vorgänger schwedische Unterstützung. So vereinbarte er bei einem Treffen mit König Birger Magnusson von Schweden ein gemeinsames Vorgehen gegen Erik von Dänemark und verlobte seine einjährige Tochter Ingebjørg dazu mit dem zwanzigjährigen Herzog Erik, dem Bruder des schwedischen Königs. Doch es kam anders. Herzog Erik und sein Bruder Valdemar stellten sich offen gegen ihren Vater König Birger. Dies nutzte der dänische König Erik Menved, sich mit dem schwedischen König wieder zu verbünden. In dieser Lage suchten die schwedischen Herzöge wiederum Unterstützung in Norwegen. So kam es, dass sich Norwegen plötzlich an der Seite von Oppositionsgruppierungen sowohl in Dänemark als auch in Schweden sah. Herzog Erik musste nach Norwegen fliehen, erhielt dann aber eine herausragende Rolle in den politischen Ereignissen der Folgezeit. Denn der König wollte ihn zum Hauptverbündeten seiner Westküstenpolitik machen und sich nicht mehr wie sein Bruder auf die dänische Opposition verlassen. Deshalb belehnte Håkon Erik 1304 mit dem Südteil von Bohuslän. König Håkon gewann Nord-Halland und übertrug auch dieses Gebiet auf Erik. Das führte dazu, dass Erik in eine Schlüsselposition zwischen Norwegen und Schweden geriet. Im gleichen Jahr erreichte er einen Vergleich mit dem dänischen König Erik Menved und nahm von ihm Nord-Halland zu Lehen. Damit war König Håkon ausmanövriert und musste einen Vergleich mit Erik Menved schließen. Im Herbst 1306 nahm die schwedische Opposition König Birger gefangen. Herzog Erik kündigte die Verbindung mit dem dänischen König auf und begann, das antidänische Bündnis zwischen Norwegen und Schweden zu erneuern. Doch Håkon traute ihm nicht und verbündete sich mit dem dänischen König Erik Menved, um Birger wieder zum Thron zu verhelfen.

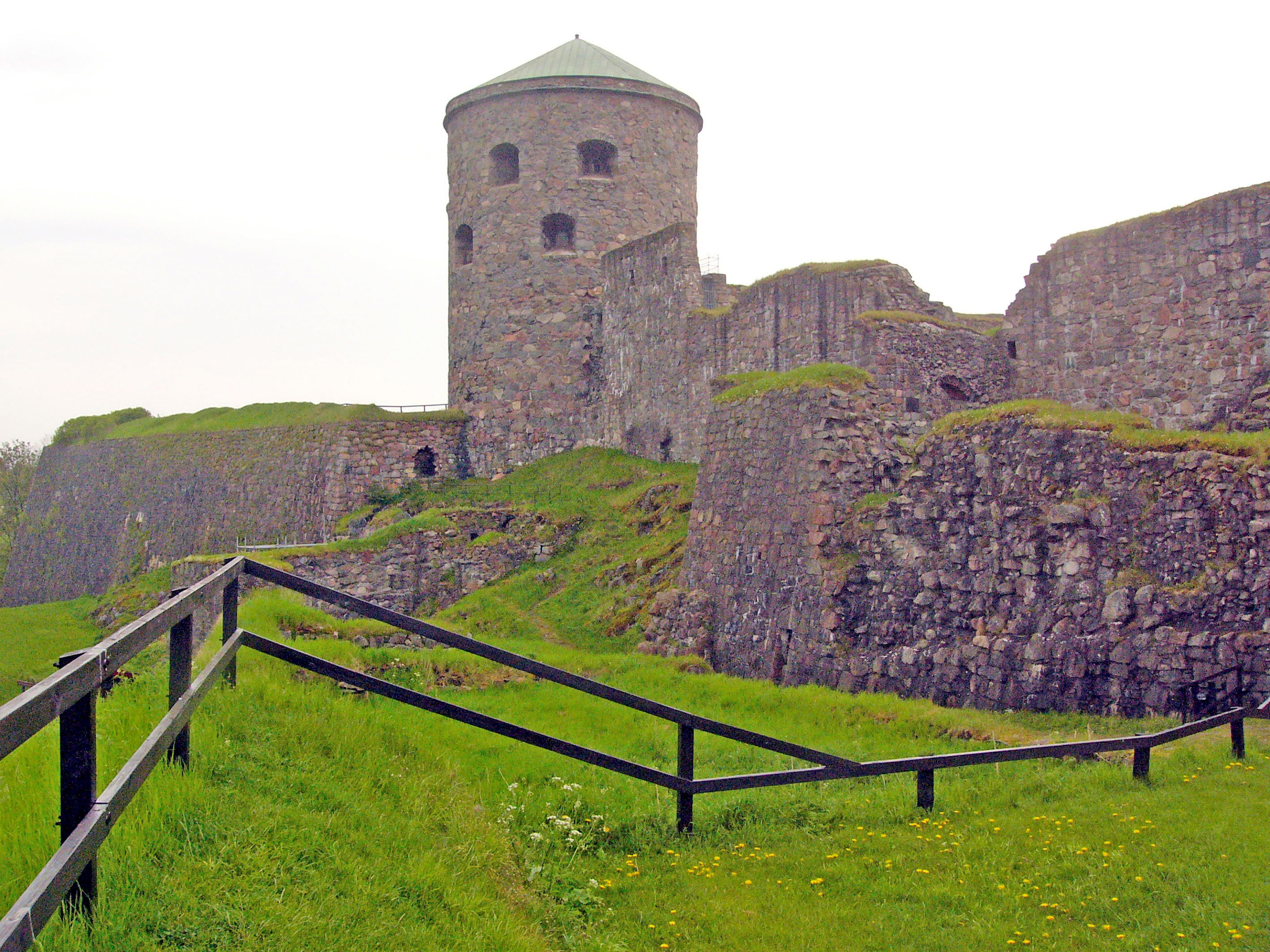
Båhusfestung in Kungälv

 Seine Tochter Ingebjørg wurde nun mit Birgers Sohn Magnus verlobt. Herzog Erik beantwortete diesen Kurswechsel mit einem Einfall in Norwegen, dem Oslo zum Opfer fiel. Aber die Belagerung von Akershus-Schloss musste er krankheitshalber abbrechen und nach Schweden zurückkehren. Daraufhin begann Håkon mit dem Bau der berühmten Båhus-Festung in Båhuslän, eine Festung die oft belagert, aber nie erobert wurde und 1789 als Steinbruch für die Häuser von Kungälv diente. 1310 gelang ihm ein Vergleich mit Erik Menved von Dänemark und die Teilung Schwedens, wobei er die westschwedischen Gebiete an der norwegischen Grenze erhielt. Es kam zur erneuten Annäherung an Herzog Erik, die 1312 dazu führte, dass Herzog Erik die Tochter Håkons Ingebjørg und dessen Bruder Valdemar die Nichte Håkons, ebenfalls mit Namen Ingebjørg, heirateten. Beide Frauen gebaren 1316 einen Sohn, wodurch ihre Männer ihre Stellung je in Schweden und Norwegen stärkten. Nun nahm König Birger von Schweden die Herzogsopposition bei einem Zusammentreffen 1317 gefangen und ließ sie 1318 in Gefangenschaft sterben. Mit Unterstützung dänischer Truppen versuchte er, die Landesteile seiner Söhne zu unterwerfen. Doch die schwedische Aristokratie stellte sich hinter die Witwe Ingebjørg und deren Sohn, stürzte König Birger und zwang Erik Menved Ende 1318 zum Friedensschluss. Magnus Eriksson wurde daraufhin im Frühjahr 1319 zum schwedischen König gewählt, der auch der erste in der norwegischen Thronfolge war. König Magnus starb am 8. Mai 1319. Die moderne Geschichtsschreibung lässt mit ihm das so genannte Norrøne Zeitalter enden, da mit ihm der letzte König aus dem Sverre-Geschlecht gestorben war und nun eine Zeit der Personalunion mit Schweden begann.

## Magnus Eriksson
Zum Nachfolger wurde sein 3-jähriger Enkel Magnus Eriksson gewählt. Die Vormundschaft wurde in jedem Land durch den dortigen Reichsrat ausgeübt. Zugleich war er König von Schweden. Daher kam es 1319 zu Verhandlungen zwischen dem norwegischen und schwedischen Reichsrat über die Modalitäten der Herrschaftsausübung. Da Norwegen in einer militärisch schwachen Position war, lag das Verhandlungsziel des norwegischen Reichsrates in der Verhinderung eines schwedischen Einflusses auf Norwegen. Im so genannten Oslo-Vertrag wurde vereinbart, dass der König je zur Hälfte eines Jahres in Norwegen und in Schweden weilen sollte, und das königliche Gefolge bei der Reise von einem Land ins andere an der Grenze vollständig ausgewechselt werde. Außerdem wurden finanzielle Regelungen der Hofhaltung getroffen.

### Der Reichsrat
Bei diesen Verhandlungen trat der norwegische Reichsrat (rikes råd) erstmals als staatsrechtlich handelndes Organ in Erscheinung. Er sollte in der Zeit der Minderjährigkeit des Königs Norwegen regieren. Diese Entwicklung ist auch in den zeitgenössischen Quellen in Schweden und Dänemark zu beobachten. Der Reichsrat entwickelte sich so zum repräsentativen Organ der Aristokratie und der hohen Geistlichkeit. Der Rat bestand aus 12 Personen.

### Die Mutter des Königs
Welche Rolle die Mutter des Königs Ingebjørg spielte, ist umstritten. Sie tritt in einigen Dokumenten an der Spitze von wechselnden Gruppen von Ratsherren auf. Daraus hat man geschlossen, dass sie unverzüglich die Regierung selbst in die Hand genommen und den Reichsrat in den Hintergrund gedrängt habe. Dem steht aber entgegen, dass sie nur wenig in die inneren Verhältnisse Norwegens eingebunden war, sondern sich hauptsächlich mit ihrem Geliebten Knut Porse, dem Sohn eines der aus Dänemark früher verbannten Adligen, in Nord-Halland aufhielt, wo sie sich mit einem Kreis junger und ehrgeiziger Adliger umgab. Ihr Ziel war die Unterwerfung von Skåne. Deshalb verbündete sie sich ohne Rücksprache mit dem Reichsrat mit Herzog Heinrich II. von Mecklenburg gegen Dänemark, das nach dem Tode des Königs Erik Menved im Jahre 1319 politisch geschwächt war. Dazu wurde ein Heiratsvertrag zwischen ihrer Tochter Eufemia und Albrecht II., dem Sohn Herzog Heinrichs aus dessen zweiter Ehe mit Anna von Sachsen-Wittenberg, geschlossen. Als Knut Porse aber mit deutschen Söldnern in Skåne einfiel, verurteilte der norwegische Reichsrat dieses Vorgehen, konnte aber aus Geldmangel nichts dagegen unternehmen. Knut Porse nutzte innerdänische Streitigkeiten und erreichte, dass er 1326 zum Herzog über Halland und Samsø gewählt wurde. Dieser Rang ermöglichte ihm die Heirat Ingebjørgs, die damit endgültig aus der norwegischen Politik ausschied.

### Statthalter des Reiches

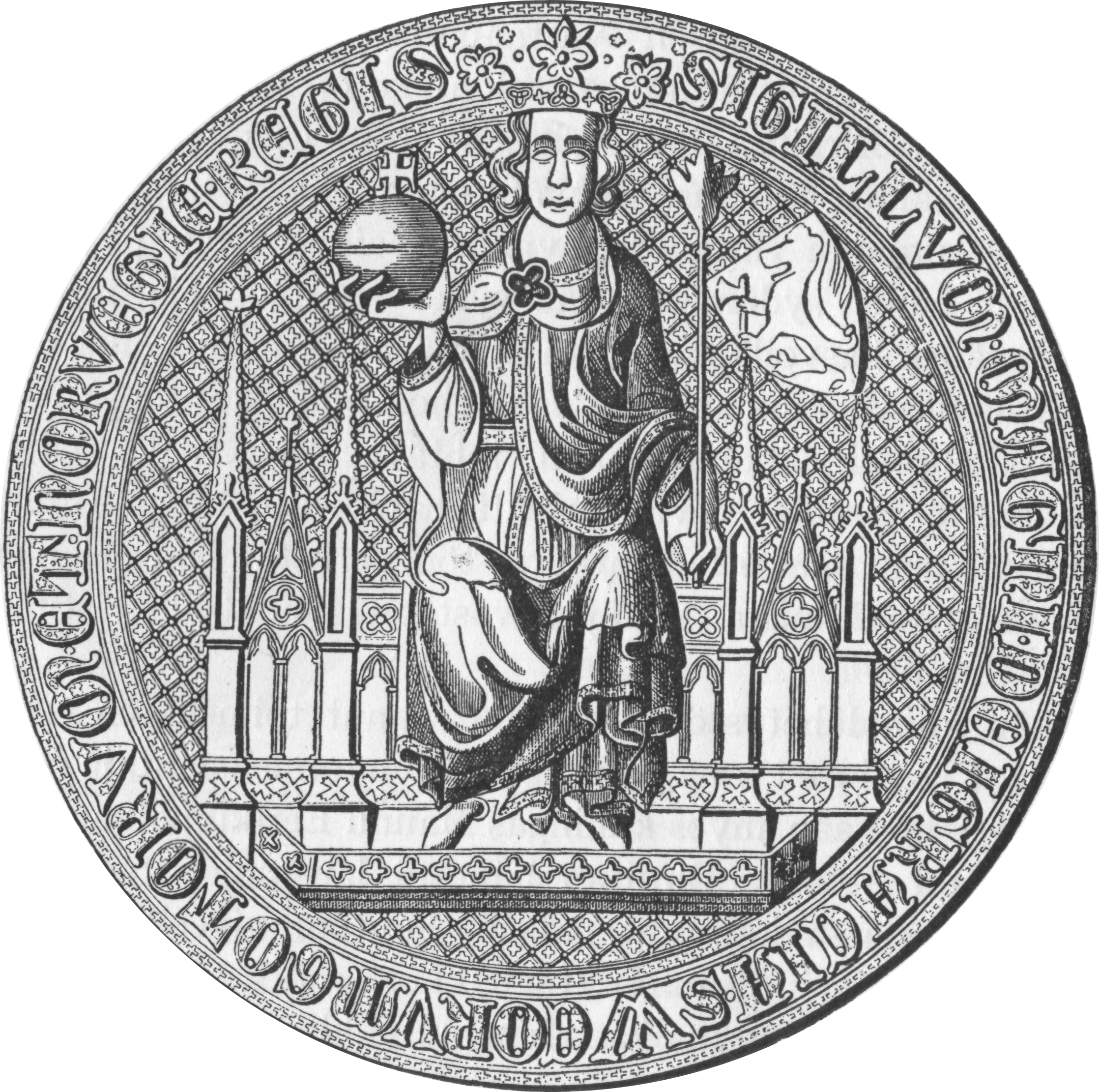
Siegel Magnus Erikssons

Diese Vorgänge bewogen den Reichsrat, die Regierung zu straffen. Man beauftragte Erzbischof Eilif, einen Statthalter zu ernennen, dem die anderen Ratsherren sich unterordnen würden. Eiliv ernannte 1323 den ungefähr 30 Jahre alten angesehenen Ritter Erling Vidkunson. Er führte das königliche Siegel, übte alle königlichen Befugnisse aus und führte den Titel “Des Königs Statthalter in Norwegen”. Er versuchte, die Staatsfinanzen in Ordnung zu bringen. Dieser Übergang von einem Kollegialorgan zur Machtkonzentration auf einen einzigen, der nicht König war, war in der Geschichte Norwegen erstmals. Das Amt des Statthalters folgte dem schwedischen Beispiel, wo dieses Amt 1322 eingeführt worden war. Er muss ein energischer Politiker gewesen sein. Kanzler des Reiches wurde 1327 der hochgelehrte Pål Bårdsson, Doktor des römischen und kanonischen Rechts der Universität Orléans. 1333 wurde er Erzbischof.
Politisch hatte er mit der Sicherung der Grenzen im Norden zu kämpfen. Ein schon seit 1290 währender Streit zwischen Russland und Schweden um Karelien führte zu Plünderungszügen der Karelier und Russen in Nord-Norwegen, nachdem Magnus zum Unionskönig geworden war. 1323 kamen sie bis Hålogaland. Die Samen wurden wegen des Grenzkonfliktes sogar von Norwegen und Nowgorod besteuert. Der Streit wurde 1326 diplomatisch durch einen Friedens- und Grenzvertrag beigelegt. Danach besteuerte Norwegen die Samen und Nowgorod die Karelier. Allerdings war das nicht von Dauer, und es gab bis in die Mitte des 14. Jahrhunderts wechselseitige Plünderungszüge. Gegenüber der Hanse wurde die bisherige Beschränkungspolitik fortgesetzt. Die deutschen Schuhmacher wurden 1330 der königlichen Obrigkeit unterstellt und verpflichtet, die Stadt mit zu verteidigen. Dafür erhielten sie das Schuhmachermonopol in der Stadt und das Privileg, ihre Streitigkeiten nach ihren eigenen Gesetzen zu regeln. 1331 verbot der Statthalter mit dem Reichsrat allen Ausländern in Bergen zu überwintern, die nicht mit einem Einheimischen verheiratet oder kein Flüchtling waren, und erneuerten die alten Verbote des Einzelhandels.

### Der mündige König

Akershus

1331 wurde König Magnus nach schwedischem Recht mit 15 Jahren mündig und übernahm die Regierungsgeschäfte in Schweden. Das war fünf Jahre vor dem Mündigkeitsalter im Landslov, auf dem die Vormundschaftsordnung Håkon V. aufbaute. Erling Vidkunsson trat als Statthalter zurück, aber Pål Bårdsson blieb Kanzler bis zu seiner Wahl zum Erzbischof 1333. Dadurch kam es zum Konflikt mit der norwegischen Aristokratie, die auf eine so frühe Übernahme der Regierung nicht vorbereitet war. Insbesondere bemächtigte sich der König der ostnorwegischen Einkünfte von Akershus und Tønsberg-Schloss und der Bohus-Festung. Die dort ansässigen Adligen leisteten Widerstand. Er verfolgte das Ziel seiner Vorgänger, Halland zu erwerben. Dazu verbündete er sich mit dem Adel in Skåne, der mit dem dort herrschenden Graf Johann von Holstein unzufrieden war und ihn 1332 als König anerkannte. Er übernahm von Johann gegen eine beachtliche Summe Skåne, Blekinge und Hven. Die Folge des Zwistes war, dass der König gegen die Gefolgschaftsaristokratie vorging, weil sie mit Treueid gebundene Truppen unterhielten, was nach der Hirðskrá nur bestimmte Lehnsmänner und Barone durften. Für die Zukunft war es ihnen verboten, ohne königliches Privileg waffenführende Gefolgsleute zu haben. Man scheint sich verglichen zu haben; denn der König zog 1334 nach Flandern, um dort um die Hand von Blanka von Namur zu werben, und ernannte für die Zwischenzeit Ivar Ogmundsson zum Statthalter und Håkon Ogmundsson zum Siegelbewahrer, beide aus der Aristokratie. Als er aber 1335 die Hochzeit feierte, kam es zum erneuten Konflikt, da er von den norwegischen Rittern verlangte, das Schloss Tønsberg mit allen Einkünften seiner Frau als Morgengabe übereignet werde. 1336 ließ er sich in Stockholm für beide Reiche krönen, ohne dass norwegische Bischöfe oder Mitglieder des Reichsrates anwesend gewesen wären. Die Spannungen führten schließlich 1338 schließlich zu einem Aufstand in Ostnorwegen. Es kam 1339 zu einem Waffenstillstand und zu Verhandlungen in Bohus. Das Ergebnis ist nicht überliefert, aber in der Folge kam es zu besserer Zusammenarbeit.

#### Der erste Schritt zur Reichsteilung
Am 15. August fand auf Schloss Varberg eine Begegnung zwischen König Magnus und dem Reichsrat statt. Bei dieser Begegnung wurde einvernehmlich festgehalten, dass sein 1339 geborener Sohn Erik schwedischer König und sein 1340 geborener Sohn Håkon norwegischer König werden sollten. Das war ein Bruch mit dem norwegischen Thronfolgegesetz von 1260, wonach der älteste Sohn eines Königs dessen Nachfolger werde. Über die Gründe sind sich die Historiker nicht einig. Die meisten norwegischen Historiker sehen darin eine Abneigung des norwegischen Reichsrates gegen die Personalunion mit Schweden, die schwedischen Historiker suchen die Gründe in der eigenen Politik von König Magnus. Aber zwei Tendenzen treten nun auf: Zum einen kommt das Wahlkönigtum zum Vorschein. Zum anderen haben die Repräsentanten der vier größten norwegischen Städte das Dokument mit ihrem Stadtsiegel unterfertigt, womit sie sich vom Reichsrat abhoben und eine selbständige Rolle beanspruchten. Um die gleiche Zeit änderte der König die bisherige Handelspolitik, denn er brauchte Frieden mit den Nord- und Ostseeanrainern, um seine Ambitionen zur Einverleibung westschwedischer Gebiete verfolgen zu können. Da kam er auch dem Reichsrat gerne entgegen, wenn dieser nach seinem Ableben einen eigenen König haben wollte. Als Gegenleistung für die guten Vermittlerdienste Lübecks und anderer Hansestädte bei seinen Ambitionen in Südwestschweden erneuerte er die alten Handelsprivilegien der Hanse. Alle Kaufleute der deutschen Hanse (in diesem Diplom wird das Wort „Hansa“ erstmals verwendet) erhielten Zollbefreiung und unbeschränkte Handelserlaubnis sowie eigene Gerichtsbarkeit nach ihren Gesetzen und Traditionen. Es zeigt sich, dass für Magnus Norwegen im Wesentlichen Ostnorwegen war. Er ist nie weiter westlich gewesen als Tønsberg. Sein Interessenschwerpunkt war Schweden. Sollte man aus alldem schließen, dass die Hanse der Haupthandelspartner Norwegens gewesen sei, so stimmt dies mit der Einschleppung der Pest in der Folgezeit nicht überein. Denn es zeigt sich, dass die Pest durchweg von England aus eingeschleppt worden ist (siehe den Artikel Pestepidemien in Norwegen).